# Éric Prié
Éric Prié, né le 14 mars 1962 dans le 12e arrondissement de Paris, est un joueur d'échecs français, grand maître international depuis 1995.
Au 1er juillet 2018, avec un classement Elo de 2 473 points, il est le 33e joueur français.

## Biographie et carrière aux échecs
Après avoir joué pour l'Échecs Club Montpellier (ECM), issu de la réunification de Montpellier-Échecs, dont il a été président en 2009-2010, et de La Diagonale du Sud Montpellier, il joue depuis la saison 2012-2013 pour l'Échiquier Carcassonnais. 

### Palmarès
Éric Prié a remporté les titres de champion de France en 1995 et de champion de Paris en 1982, 1983, 1992 et 1996. 

### Compétitions par équipe
Prié a représenté la France lors des Olympiades de 1990 (remplaçant), 1994 (remplaçant) et 1996 (troisième échiquier).

### Rôle à la Fédération française des échecs et activités d'entraineur
Depuis les élections fédérales de mars 2013 qui ont vu la victoire de Diego Salazar comme président, il est vice-président FFE chargé du développement des clubs et comités départementaux. Prié est entraîneur et formateur d'entraîneurs de la FFE.
Directeur technique national de la FFE de septembre 1998 à octobre 2001, puis entraîneur national des jeunes jusqu'en juillet 2005, il a notamment contribué à former Étienne Bacrot, Laurent Fressinet, Maxime Vachier-Lagrave et Marie Sebag.
Il est aussi l'entraineur de la championne de France pupillette 2013 Florence Rollot et du vice-champion de France poussin 2013 Jawad Maache, tous deux licenciés à l'Échiquier Carcassonnais.

### Jeu à l'aveugle
Considéré comme le spécialiste français du jeu à l'aveugle,, c'est-à-dire le fait de jouer une partie d'échecs sans voir l'échiquier, Prié a donné un grand nombre de simultanées dans ces conditions, contre un nombre d'adversaires pouvant atteindre 16.

### Poésie
Prié a écrit plusieurs textes en vers, dont certains sur des thèmes échiquéens, comme ceux dédiés au jeune espoir Jules Moussard et à l'ancien président de la FFE et fondateur de Montpellier-Échecs Jean-Claude Loubatière.

## L'attaque Prié

### Création
|   | a | b | c | d | e | f | g | h |   |
| 8 | Tour noire sur case blanche a8 · Cavalier noir sur case noire b8 · Fou noir sur case blanche c8 · Dame noire sur case noire d8 · Roi noir sur case blanche e8 · Fou noir sur case noire f8 · Cavalier noir sur case blanche g8 · Tour noire sur case noire h8 · Pion noir sur case noire a7 · Pion noir sur case blanche b7 · Pion noir sur case noire c7 · Pion noir sur case noire e7 · Pion noir sur case blanche f7 · Pion noir sur case noire g7 · Pion noir sur case blanche h7 · Pion noir sur case blanche d5 · Pion blanc sur case noire d4 · Pion blanc sur case noire a3 · Pion blanc sur case noire b2 · Pion blanc sur case blanche c2 · Pion blanc sur case blanche e2 · Pion blanc sur case noire f2 · Pion blanc sur case blanche g2 · Pion blanc sur case noire h2 · Tour blanche sur case noire a1 · Cavalier blanc sur case blanche b1 · Fou blanc sur case noire c1 · Dame blanche sur case blanche d1 · Roi blanc sur case noire e1 · Fou blanc sur case blanche f1 · Cavalier blanc sur case noire g1 · Tour blanche sur case blanche h1 | Tour noire sur case blanche a8 · Cavalier noir sur case noire b8 · Fou noir sur case blanche c8 · Dame noire sur case noire d8 · Roi noir sur case blanche e8 · Fou noir sur case noire f8 · Cavalier noir sur case blanche g8 · Tour noire sur case noire h8 · Pion noir sur case noire a7 · Pion noir sur case blanche b7 · Pion noir sur case noire c7 · Pion noir sur case noire e7 · Pion noir sur case blanche f7 · Pion noir sur case noire g7 · Pion noir sur case blanche h7 · Pion noir sur case blanche d5 · Pion blanc sur case noire d4 · Pion blanc sur case noire a3 · Pion blanc sur case noire b2 · Pion blanc sur case blanche c2 · Pion blanc sur case blanche e2 · Pion blanc sur case noire f2 · Pion blanc sur case blanche g2 · Pion blanc sur case noire h2 · Tour blanche sur case noire a1 · Cavalier blanc sur case blanche b1 · Fou blanc sur case noire c1 · Dame blanche sur case blanche d1 · Roi blanc sur case noire e1 · Fou blanc sur case blanche f1 · Cavalier blanc sur case noire g1 · Tour blanche sur case blanche h1 | Tour noire sur case blanche a8 · Cavalier noir sur case noire b8 · Fou noir sur case blanche c8 · Dame noire sur case noire d8 · Roi noir sur case blanche e8 · Fou noir sur case noire f8 · Cavalier noir sur case blanche g8 · Tour noire sur case noire h8 · Pion noir sur case noire a7 · Pion noir sur case blanche b7 · Pion noir sur case noire c7 · Pion noir sur case noire e7 · Pion noir sur case blanche f7 · Pion noir sur case noire g7 · Pion noir sur case blanche h7 · Pion noir sur case blanche d5 · Pion blanc sur case noire d4 · Pion blanc sur case noire a3 · Pion blanc sur case noire b2 · Pion blanc sur case blanche c2 · Pion blanc sur case blanche e2 · Pion blanc sur case noire f2 · Pion blanc sur case blanche g2 · Pion blanc sur case noire h2 · Tour blanche sur case noire a1 · Cavalier blanc sur case blanche b1 · Fou blanc sur case noire c1 · Dame blanche sur case blanche d1 · Roi blanc sur case noire e1 · Fou blanc sur case blanche f1 · Cavalier blanc sur case noire g1 · Tour blanche sur case blanche h1 | Tour noire sur case blanche a8 · Cavalier noir sur case noire b8 · Fou noir sur case blanche c8 · Dame noire sur case noire d8 · Roi noir sur case blanche e8 · Fou noir sur case noire f8 · Cavalier noir sur case blanche g8 · Tour noire sur case noire h8 · Pion noir sur case noire a7 · Pion noir sur case blanche b7 · Pion noir sur case noire c7 · Pion noir sur case noire e7 · Pion noir sur case blanche f7 · Pion noir sur case noire g7 · Pion noir sur case blanche h7 · Pion noir sur case blanche d5 · Pion blanc sur case noire d4 · Pion blanc sur case noire a3 · Pion blanc sur case noire b2 · Pion blanc sur case blanche c2 · Pion blanc sur case blanche e2 · Pion blanc sur case noire f2 · Pion blanc sur case blanche g2 · Pion blanc sur case noire h2 · Tour blanche sur case noire a1 · Cavalier blanc sur case blanche b1 · Fou blanc sur case noire c1 · Dame blanche sur case blanche d1 · Roi blanc sur case noire e1 · Fou blanc sur case blanche f1 · Cavalier blanc sur case noire g1 · Tour blanche sur case blanche h1 | Tour noire sur case blanche a8 · Cavalier noir sur case noire b8 · Fou noir sur case blanche c8 · Dame noire sur case noire d8 · Roi noir sur case blanche e8 · Fou noir sur case noire f8 · Cavalier noir sur case blanche g8 · Tour noire sur case noire h8 · Pion noir sur case noire a7 · Pion noir sur case blanche b7 · Pion noir sur case noire c7 · Pion noir sur case noire e7 · Pion noir sur case blanche f7 · Pion noir sur case noire g7 · Pion noir sur case blanche h7 · Pion noir sur case blanche d5 · Pion blanc sur case noire d4 · Pion blanc sur case noire a3 · Pion blanc sur case noire b2 · Pion blanc sur case blanche c2 · Pion blanc sur case blanche e2 · Pion blanc sur case noire f2 · Pion blanc sur case blanche g2 · Pion blanc sur case noire h2 · Tour blanche sur case noire a1 · Cavalier blanc sur case blanche b1 · Fou blanc sur case noire c1 · Dame blanche sur case blanche d1 · Roi blanc sur case noire e1 · Fou blanc sur case blanche f1 · Cavalier blanc sur case noire g1 · Tour blanche sur case blanche h1 | Tour noire sur case blanche a8 · Cavalier noir sur case noire b8 · Fou noir sur case blanche c8 · Dame noire sur case noire d8 · Roi noir sur case blanche e8 · Fou noir sur case noire f8 · Cavalier noir sur case blanche g8 · Tour noire sur case noire h8 · Pion noir sur case noire a7 · Pion noir sur case blanche b7 · Pion noir sur case noire c7 · Pion noir sur case noire e7 · Pion noir sur case blanche f7 · Pion noir sur case noire g7 · Pion noir sur case blanche h7 · Pion noir sur case blanche d5 · Pion blanc sur case noire d4 · Pion blanc sur case noire a3 · Pion blanc sur case noire b2 · Pion blanc sur case blanche c2 · Pion blanc sur case blanche e2 · Pion blanc sur case noire f2 · Pion blanc sur case blanche g2 · Pion blanc sur case noire h2 · Tour blanche sur case noire a1 · Cavalier blanc sur case blanche b1 · Fou blanc sur case noire c1 · Dame blanche sur case blanche d1 · Roi blanc sur case noire e1 · Fou blanc sur case blanche f1 · Cavalier blanc sur case noire g1 · Tour blanche sur case blanche h1 | Tour noire sur case blanche a8 · Cavalier noir sur case noire b8 · Fou noir sur case blanche c8 · Dame noire sur case noire d8 · Roi noir sur case blanche e8 · Fou noir sur case noire f8 · Cavalier noir sur case blanche g8 · Tour noire sur case noire h8 · Pion noir sur case noire a7 · Pion noir sur case blanche b7 · Pion noir sur case noire c7 · Pion noir sur case noire e7 · Pion noir sur case blanche f7 · Pion noir sur case noire g7 · Pion noir sur case blanche h7 · Pion noir sur case blanche d5 · Pion blanc sur case noire d4 · Pion blanc sur case noire a3 · Pion blanc sur case noire b2 · Pion blanc sur case blanche c2 · Pion blanc sur case blanche e2 · Pion blanc sur case noire f2 · Pion blanc sur case blanche g2 · Pion blanc sur case noire h2 · Tour blanche sur case noire a1 · Cavalier blanc sur case blanche b1 · Fou blanc sur case noire c1 · Dame blanche sur case blanche d1 · Roi blanc sur case noire e1 · Fou blanc sur case blanche f1 · Cavalier blanc sur case noire g1 · Tour blanche sur case blanche h1 | Tour noire sur case blanche a8 · Cavalier noir sur case noire b8 · Fou noir sur case blanche c8 · Dame noire sur case noire d8 · Roi noir sur case blanche e8 · Fou noir sur case noire f8 · Cavalier noir sur case blanche g8 · Tour noire sur case noire h8 · Pion noir sur case noire a7 · Pion noir sur case blanche b7 · Pion noir sur case noire c7 · Pion noir sur case noire e7 · Pion noir sur case blanche f7 · Pion noir sur case noire g7 · Pion noir sur case blanche h7 · Pion noir sur case blanche d5 · Pion blanc sur case noire d4 · Pion blanc sur case noire a3 · Pion blanc sur case noire b2 · Pion blanc sur case blanche c2 · Pion blanc sur case blanche e2 · Pion blanc sur case noire f2 · Pion blanc sur case blanche g2 · Pion blanc sur case noire h2 · Tour blanche sur case noire a1 · Cavalier blanc sur case blanche b1 · Fou blanc sur case noire c1 · Dame blanche sur case blanche d1 · Roi blanc sur case noire e1 · Fou blanc sur case blanche f1 · Cavalier blanc sur case noire g1 · Tour blanche sur case blanche h1 | 8 |
| 7 | Tour noire sur case blanche a8 · Cavalier noir sur case noire b8 · Fou noir sur case blanche c8 · Dame noire sur case noire d8 · Roi noir sur case blanche e8 · Fou noir sur case noire f8 · Cavalier noir sur case blanche g8 · Tour noire sur case noire h8 · Pion noir sur case noire a7 · Pion noir sur case blanche b7 · Pion noir sur case noire c7 · Pion noir sur case noire e7 · Pion noir sur case blanche f7 · Pion noir sur case noire g7 · Pion noir sur case blanche h7 · Pion noir sur case blanche d5 · Pion blanc sur case noire d4 · Pion blanc sur case noire a3 · Pion blanc sur case noire b2 · Pion blanc sur case blanche c2 · Pion blanc sur case blanche e2 · Pion blanc sur case noire f2 · Pion blanc sur case blanche g2 · Pion blanc sur case noire h2 · Tour blanche sur case noire a1 · Cavalier blanc sur case blanche b1 · Fou blanc sur case noire c1 · Dame blanche sur case blanche d1 · Roi blanc sur case noire e1 · Fou blanc sur case blanche f1 · Cavalier blanc sur case noire g1 · Tour blanche sur case blanche h1 | Tour noire sur case blanche a8 · Cavalier noir sur case noire b8 · Fou noir sur case blanche c8 · Dame noire sur case noire d8 · Roi noir sur case blanche e8 · Fou noir sur case noire f8 · Cavalier noir sur case blanche g8 · Tour noire sur case noire h8 · Pion noir sur case noire a7 · Pion noir sur case blanche b7 · Pion noir sur case noire c7 · Pion noir sur case noire e7 · Pion noir sur case blanche f7 · Pion noir sur case noire g7 · Pion noir sur case blanche h7 · Pion noir sur case blanche d5 · Pion blanc sur case noire d4 · Pion blanc sur case noire a3 · Pion blanc sur case noire b2 · Pion blanc sur case blanche c2 · Pion blanc sur case blanche e2 · Pion blanc sur case noire f2 · Pion blanc sur case blanche g2 · Pion blanc sur case noire h2 · Tour blanche sur case noire a1 · Cavalier blanc sur case blanche b1 · Fou blanc sur case noire c1 · Dame blanche sur case blanche d1 · Roi blanc sur case noire e1 · Fou blanc sur case blanche f1 · Cavalier blanc sur case noire g1 · Tour blanche sur case blanche h1 | Tour noire sur case blanche a8 · Cavalier noir sur case noire b8 · Fou noir sur case blanche c8 · Dame noire sur case noire d8 · Roi noir sur case blanche e8 · Fou noir sur case noire f8 · Cavalier noir sur case blanche g8 · Tour noire sur case noire h8 · Pion noir sur case noire a7 · Pion noir sur case blanche b7 · Pion noir sur case noire c7 · Pion noir sur case noire e7 · Pion noir sur case blanche f7 · Pion noir sur case noire g7 · Pion noir sur case blanche h7 · Pion noir sur case blanche d5 · Pion blanc sur case noire d4 · Pion blanc sur case noire a3 · Pion blanc sur case noire b2 · Pion blanc sur case blanche c2 · Pion blanc sur case blanche e2 · Pion blanc sur case noire f2 · Pion blanc sur case blanche g2 · Pion blanc sur case noire h2 · Tour blanche sur case noire a1 · Cavalier blanc sur case blanche b1 · Fou blanc sur case noire c1 · Dame blanche sur case blanche d1 · Roi blanc sur case noire e1 · Fou blanc sur case blanche f1 · Cavalier blanc sur case noire g1 · Tour blanche sur case blanche h1 | Tour noire sur case blanche a8 · Cavalier noir sur case noire b8 · Fou noir sur case blanche c8 · Dame noire sur case noire d8 · Roi noir sur case blanche e8 · Fou noir sur case noire f8 · Cavalier noir sur case blanche g8 · Tour noire sur case noire h8 · Pion noir sur case noire a7 · Pion noir sur case blanche b7 · Pion noir sur case noire c7 · Pion noir sur case noire e7 · Pion noir sur case blanche f7 · Pion noir sur case noire g7 · Pion noir sur case blanche h7 · Pion noir sur case blanche d5 · Pion blanc sur case noire d4 · Pion blanc sur case noire a3 · Pion blanc sur case noire b2 · Pion blanc sur case blanche c2 · Pion blanc sur case blanche e2 · Pion blanc sur case noire f2 · Pion blanc sur case blanche g2 · Pion blanc sur case noire h2 · Tour blanche sur case noire a1 · Cavalier blanc sur case blanche b1 · Fou blanc sur case noire c1 · Dame blanche sur case blanche d1 · Roi blanc sur case noire e1 · Fou blanc sur case blanche f1 · Cavalier blanc sur case noire g1 · Tour blanche sur case blanche h1 | Tour noire sur case blanche a8 · Cavalier noir sur case noire b8 · Fou noir sur case blanche c8 · Dame noire sur case noire d8 · Roi noir sur case blanche e8 · Fou noir sur case noire f8 · Cavalier noir sur case blanche g8 · Tour noire sur case noire h8 · Pion noir sur case noire a7 · Pion noir sur case blanche b7 · Pion noir sur case noire c7 · Pion noir sur case noire e7 · Pion noir sur case blanche f7 · Pion noir sur case noire g7 · Pion noir sur case blanche h7 · Pion noir sur case blanche d5 · Pion blanc sur case noire d4 · Pion blanc sur case noire a3 · Pion blanc sur case noire b2 · Pion blanc sur case blanche c2 · Pion blanc sur case blanche e2 · Pion blanc sur case noire f2 · Pion blanc sur case blanche g2 · Pion blanc sur case noire h2 · Tour blanche sur case noire a1 · Cavalier blanc sur case blanche b1 · Fou blanc sur case noire c1 · Dame blanche sur case blanche d1 · Roi blanc sur case noire e1 · Fou blanc sur case blanche f1 · Cavalier blanc sur case noire g1 · Tour blanche sur case blanche h1 | Tour noire sur case blanche a8 · Cavalier noir sur case noire b8 · Fou noir sur case blanche c8 · Dame noire sur case noire d8 · Roi noir sur case blanche e8 · Fou noir sur case noire f8 · Cavalier noir sur case blanche g8 · Tour noire sur case noire h8 · Pion noir sur case noire a7 · Pion noir sur case blanche b7 · Pion noir sur case noire c7 · Pion noir sur case noire e7 · Pion noir sur case blanche f7 · Pion noir sur case noire g7 · Pion noir sur case blanche h7 · Pion noir sur case blanche d5 · Pion blanc sur case noire d4 · Pion blanc sur case noire a3 · Pion blanc sur case noire b2 · Pion blanc sur case blanche c2 · Pion blanc sur case blanche e2 · Pion blanc sur case noire f2 · Pion blanc sur case blanche g2 · Pion blanc sur case noire h2 · Tour blanche sur case noire a1 · Cavalier blanc sur case blanche b1 · Fou blanc sur case noire c1 · Dame blanche sur case blanche d1 · Roi blanc sur case noire e1 · Fou blanc sur case blanche f1 · Cavalier blanc sur case noire g1 · Tour blanche sur case blanche h1 | Tour noire sur case blanche a8 · Cavalier noir sur case noire b8 · Fou noir sur case blanche c8 · Dame noire sur case noire d8 · Roi noir sur case blanche e8 · Fou noir sur case noire f8 · Cavalier noir sur case blanche g8 · Tour noire sur case noire h8 · Pion noir sur case noire a7 · Pion noir sur case blanche b7 · Pion noir sur case noire c7 · Pion noir sur case noire e7 · Pion noir sur case blanche f7 · Pion noir sur case noire g7 · Pion noir sur case blanche h7 · Pion noir sur case blanche d5 · Pion blanc sur case noire d4 · Pion blanc sur case noire a3 · Pion blanc sur case noire b2 · Pion blanc sur case blanche c2 · Pion blanc sur case blanche e2 · Pion blanc sur case noire f2 · Pion blanc sur case blanche g2 · Pion blanc sur case noire h2 · Tour blanche sur case noire a1 · Cavalier blanc sur case blanche b1 · Fou blanc sur case noire c1 · Dame blanche sur case blanche d1 · Roi blanc sur case noire e1 · Fou blanc sur case blanche f1 · Cavalier blanc sur case noire g1 · Tour blanche sur case blanche h1 | Tour noire sur case blanche a8 · Cavalier noir sur case noire b8 · Fou noir sur case blanche c8 · Dame noire sur case noire d8 · Roi noir sur case blanche e8 · Fou noir sur case noire f8 · Cavalier noir sur case blanche g8 · Tour noire sur case noire h8 · Pion noir sur case noire a7 · Pion noir sur case blanche b7 · Pion noir sur case noire c7 · Pion noir sur case noire e7 · Pion noir sur case blanche f7 · Pion noir sur case noire g7 · Pion noir sur case blanche h7 · Pion noir sur case blanche d5 · Pion blanc sur case noire d4 · Pion blanc sur case noire a3 · Pion blanc sur case noire b2 · Pion blanc sur case blanche c2 · Pion blanc sur case blanche e2 · Pion blanc sur case noire f2 · Pion blanc sur case blanche g2 · Pion blanc sur case noire h2 · Tour blanche sur case noire a1 · Cavalier blanc sur case blanche b1 · Fou blanc sur case noire c1 · Dame blanche sur case blanche d1 · Roi blanc sur case noire e1 · Fou blanc sur case blanche f1 · Cavalier blanc sur case noire g1 · Tour blanche sur case blanche h1 | 7 |
| 6 | Tour noire sur case blanche a8 · Cavalier noir sur case noire b8 · Fou noir sur case blanche c8 · Dame noire sur case noire d8 · Roi noir sur case blanche e8 · Fou noir sur case noire f8 · Cavalier noir sur case blanche g8 · Tour noire sur case noire h8 · Pion noir sur case noire a7 · Pion noir sur case blanche b7 · Pion noir sur case noire c7 · Pion noir sur case noire e7 · Pion noir sur case blanche f7 · Pion noir sur case noire g7 · Pion noir sur case blanche h7 · Pion noir sur case blanche d5 · Pion blanc sur case noire d4 · Pion blanc sur case noire a3 · Pion blanc sur case noire b2 · Pion blanc sur case blanche c2 · Pion blanc sur case blanche e2 · Pion blanc sur case noire f2 · Pion blanc sur case blanche g2 · Pion blanc sur case noire h2 · Tour blanche sur case noire a1 · Cavalier blanc sur case blanche b1 · Fou blanc sur case noire c1 · Dame blanche sur case blanche d1 · Roi blanc sur case noire e1 · Fou blanc sur case blanche f1 · Cavalier blanc sur case noire g1 · Tour blanche sur case blanche h1 | Tour noire sur case blanche a8 · Cavalier noir sur case noire b8 · Fou noir sur case blanche c8 · Dame noire sur case noire d8 · Roi noir sur case blanche e8 · Fou noir sur case noire f8 · Cavalier noir sur case blanche g8 · Tour noire sur case noire h8 · Pion noir sur case noire a7 · Pion noir sur case blanche b7 · Pion noir sur case noire c7 · Pion noir sur case noire e7 · Pion noir sur case blanche f7 · Pion noir sur case noire g7 · Pion noir sur case blanche h7 · Pion noir sur case blanche d5 · Pion blanc sur case noire d4 · Pion blanc sur case noire a3 · Pion blanc sur case noire b2 · Pion blanc sur case blanche c2 · Pion blanc sur case blanche e2 · Pion blanc sur case noire f2 · Pion blanc sur case blanche g2 · Pion blanc sur case noire h2 · Tour blanche sur case noire a1 · Cavalier blanc sur case blanche b1 · Fou blanc sur case noire c1 · Dame blanche sur case blanche d1 · Roi blanc sur case noire e1 · Fou blanc sur case blanche f1 · Cavalier blanc sur case noire g1 · Tour blanche sur case blanche h1 | Tour noire sur case blanche a8 · Cavalier noir sur case noire b8 · Fou noir sur case blanche c8 · Dame noire sur case noire d8 · Roi noir sur case blanche e8 · Fou noir sur case noire f8 · Cavalier noir sur case blanche g8 · Tour noire sur case noire h8 · Pion noir sur case noire a7 · Pion noir sur case blanche b7 · Pion noir sur case noire c7 · Pion noir sur case noire e7 · Pion noir sur case blanche f7 · Pion noir sur case noire g7 · Pion noir sur case blanche h7 · Pion noir sur case blanche d5 · Pion blanc sur case noire d4 · Pion blanc sur case noire a3 · Pion blanc sur case noire b2 · Pion blanc sur case blanche c2 · Pion blanc sur case blanche e2 · Pion blanc sur case noire f2 · Pion blanc sur case blanche g2 · Pion blanc sur case noire h2 · Tour blanche sur case noire a1 · Cavalier blanc sur case blanche b1 · Fou blanc sur case noire c1 · Dame blanche sur case blanche d1 · Roi blanc sur case noire e1 · Fou blanc sur case blanche f1 · Cavalier blanc sur case noire g1 · Tour blanche sur case blanche h1 | Tour noire sur case blanche a8 · Cavalier noir sur case noire b8 · Fou noir sur case blanche c8 · Dame noire sur case noire d8 · Roi noir sur case blanche e8 · Fou noir sur case noire f8 · Cavalier noir sur case blanche g8 · Tour noire sur case noire h8 · Pion noir sur case noire a7 · Pion noir sur case blanche b7 · Pion noir sur case noire c7 · Pion noir sur case noire e7 · Pion noir sur case blanche f7 · Pion noir sur case noire g7 · Pion noir sur case blanche h7 · Pion noir sur case blanche d5 · Pion blanc sur case noire d4 · Pion blanc sur case noire a3 · Pion blanc sur case noire b2 · Pion blanc sur case blanche c2 · Pion blanc sur case blanche e2 · Pion blanc sur case noire f2 · Pion blanc sur case blanche g2 · Pion blanc sur case noire h2 · Tour blanche sur case noire a1 · Cavalier blanc sur case blanche b1 · Fou blanc sur case noire c1 · Dame blanche sur case blanche d1 · Roi blanc sur case noire e1 · Fou blanc sur case blanche f1 · Cavalier blanc sur case noire g1 · Tour blanche sur case blanche h1 | Tour noire sur case blanche a8 · Cavalier noir sur case noire b8 · Fou noir sur case blanche c8 · Dame noire sur case noire d8 · Roi noir sur case blanche e8 · Fou noir sur case noire f8 · Cavalier noir sur case blanche g8 · Tour noire sur case noire h8 · Pion noir sur case noire a7 · Pion noir sur case blanche b7 · Pion noir sur case noire c7 · Pion noir sur case noire e7 · Pion noir sur case blanche f7 · Pion noir sur case noire g7 · Pion noir sur case blanche h7 · Pion noir sur case blanche d5 · Pion blanc sur case noire d4 · Pion blanc sur case noire a3 · Pion blanc sur case noire b2 · Pion blanc sur case blanche c2 · Pion blanc sur case blanche e2 · Pion blanc sur case noire f2 · Pion blanc sur case blanche g2 · Pion blanc sur case noire h2 · Tour blanche sur case noire a1 · Cavalier blanc sur case blanche b1 · Fou blanc sur case noire c1 · Dame blanche sur case blanche d1 · Roi blanc sur case noire e1 · Fou blanc sur case blanche f1 · Cavalier blanc sur case noire g1 · Tour blanche sur case blanche h1 | Tour noire sur case blanche a8 · Cavalier noir sur case noire b8 · Fou noir sur case blanche c8 · Dame noire sur case noire d8 · Roi noir sur case blanche e8 · Fou noir sur case noire f8 · Cavalier noir sur case blanche g8 · Tour noire sur case noire h8 · Pion noir sur case noire a7 · Pion noir sur case blanche b7 · Pion noir sur case noire c7 · Pion noir sur case noire e7 · Pion noir sur case blanche f7 · Pion noir sur case noire g7 · Pion noir sur case blanche h7 · Pion noir sur case blanche d5 · Pion blanc sur case noire d4 · Pion blanc sur case noire a3 · Pion blanc sur case noire b2 · Pion blanc sur case blanche c2 · Pion blanc sur case blanche e2 · Pion blanc sur case noire f2 · Pion blanc sur case blanche g2 · Pion blanc sur case noire h2 · Tour blanche sur case noire a1 · Cavalier blanc sur case blanche b1 · Fou blanc sur case noire c1 · Dame blanche sur case blanche d1 · Roi blanc sur case noire e1 · Fou blanc sur case blanche f1 · Cavalier blanc sur case noire g1 · Tour blanche sur case blanche h1 | Tour noire sur case blanche a8 · Cavalier noir sur case noire b8 · Fou noir sur case blanche c8 · Dame noire sur case noire d8 · Roi noir sur case blanche e8 · Fou noir sur case noire f8 · Cavalier noir sur case blanche g8 · Tour noire sur case noire h8 · Pion noir sur case noire a7 · Pion noir sur case blanche b7 · Pion noir sur case noire c7 · Pion noir sur case noire e7 · Pion noir sur case blanche f7 · Pion noir sur case noire g7 · Pion noir sur case blanche h7 · Pion noir sur case blanche d5 · Pion blanc sur case noire d4 · Pion blanc sur case noire a3 · Pion blanc sur case noire b2 · Pion blanc sur case blanche c2 · Pion blanc sur case blanche e2 · Pion blanc sur case noire f2 · Pion blanc sur case blanche g2 · Pion blanc sur case noire h2 · Tour blanche sur case noire a1 · Cavalier blanc sur case blanche b1 · Fou blanc sur case noire c1 · Dame blanche sur case blanche d1 · Roi blanc sur case noire e1 · Fou blanc sur case blanche f1 · Cavalier blanc sur case noire g1 · Tour blanche sur case blanche h1 | Tour noire sur case blanche a8 · Cavalier noir sur case noire b8 · Fou noir sur case blanche c8 · Dame noire sur case noire d8 · Roi noir sur case blanche e8 · Fou noir sur case noire f8 · Cavalier noir sur case blanche g8 · Tour noire sur case noire h8 · Pion noir sur case noire a7 · Pion noir sur case blanche b7 · Pion noir sur case noire c7 · Pion noir sur case noire e7 · Pion noir sur case blanche f7 · Pion noir sur case noire g7 · Pion noir sur case blanche h7 · Pion noir sur case blanche d5 · Pion blanc sur case noire d4 · Pion blanc sur case noire a3 · Pion blanc sur case noire b2 · Pion blanc sur case blanche c2 · Pion blanc sur case blanche e2 · Pion blanc sur case noire f2 · Pion blanc sur case blanche g2 · Pion blanc sur case noire h2 · Tour blanche sur case noire a1 · Cavalier blanc sur case blanche b1 · Fou blanc sur case noire c1 · Dame blanche sur case blanche d1 · Roi blanc sur case noire e1 · Fou blanc sur case blanche f1 · Cavalier blanc sur case noire g1 · Tour blanche sur case blanche h1 | 6 |
| 5 | Tour noire sur case blanche a8 · Cavalier noir sur case noire b8 · Fou noir sur case blanche c8 · Dame noire sur case noire d8 · Roi noir sur case blanche e8 · Fou noir sur case noire f8 · Cavalier noir sur case blanche g8 · Tour noire sur case noire h8 · Pion noir sur case noire a7 · Pion noir sur case blanche b7 · Pion noir sur case noire c7 · Pion noir sur case noire e7 · Pion noir sur case blanche f7 · Pion noir sur case noire g7 · Pion noir sur case blanche h7 · Pion noir sur case blanche d5 · Pion blanc sur case noire d4 · Pion blanc sur case noire a3 · Pion blanc sur case noire b2 · Pion blanc sur case blanche c2 · Pion blanc sur case blanche e2 · Pion blanc sur case noire f2 · Pion blanc sur case blanche g2 · Pion blanc sur case noire h2 · Tour blanche sur case noire a1 · Cavalier blanc sur case blanche b1 · Fou blanc sur case noire c1 · Dame blanche sur case blanche d1 · Roi blanc sur case noire e1 · Fou blanc sur case blanche f1 · Cavalier blanc sur case noire g1 · Tour blanche sur case blanche h1 | Tour noire sur case blanche a8 · Cavalier noir sur case noire b8 · Fou noir sur case blanche c8 · Dame noire sur case noire d8 · Roi noir sur case blanche e8 · Fou noir sur case noire f8 · Cavalier noir sur case blanche g8 · Tour noire sur case noire h8 · Pion noir sur case noire a7 · Pion noir sur case blanche b7 · Pion noir sur case noire c7 · Pion noir sur case noire e7 · Pion noir sur case blanche f7 · Pion noir sur case noire g7 · Pion noir sur case blanche h7 · Pion noir sur case blanche d5 · Pion blanc sur case noire d4 · Pion blanc sur case noire a3 · Pion blanc sur case noire b2 · Pion blanc sur case blanche c2 · Pion blanc sur case blanche e2 · Pion blanc sur case noire f2 · Pion blanc sur case blanche g2 · Pion blanc sur case noire h2 · Tour blanche sur case noire a1 · Cavalier blanc sur case blanche b1 · Fou blanc sur case noire c1 · Dame blanche sur case blanche d1 · Roi blanc sur case noire e1 · Fou blanc sur case blanche f1 · Cavalier blanc sur case noire g1 · Tour blanche sur case blanche h1 | Tour noire sur case blanche a8 · Cavalier noir sur case noire b8 · Fou noir sur case blanche c8 · Dame noire sur case noire d8 · Roi noir sur case blanche e8 · Fou noir sur case noire f8 · Cavalier noir sur case blanche g8 · Tour noire sur case noire h8 · Pion noir sur case noire a7 · Pion noir sur case blanche b7 · Pion noir sur case noire c7 · Pion noir sur case noire e7 · Pion noir sur case blanche f7 · Pion noir sur case noire g7 · Pion noir sur case blanche h7 · Pion noir sur case blanche d5 · Pion blanc sur case noire d4 · Pion blanc sur case noire a3 · Pion blanc sur case noire b2 · Pion blanc sur case blanche c2 · Pion blanc sur case blanche e2 · Pion blanc sur case noire f2 · Pion blanc sur case blanche g2 · Pion blanc sur case noire h2 · Tour blanche sur case noire a1 · Cavalier blanc sur case blanche b1 · Fou blanc sur case noire c1 · Dame blanche sur case blanche d1 · Roi blanc sur case noire e1 · Fou blanc sur case blanche f1 · Cavalier blanc sur case noire g1 · Tour blanche sur case blanche h1 | Tour noire sur case blanche a8 · Cavalier noir sur case noire b8 · Fou noir sur case blanche c8 · Dame noire sur case noire d8 · Roi noir sur case blanche e8 · Fou noir sur case noire f8 · Cavalier noir sur case blanche g8 · Tour noire sur case noire h8 · Pion noir sur case noire a7 · Pion noir sur case blanche b7 · Pion noir sur case noire c7 · Pion noir sur case noire e7 · Pion noir sur case blanche f7 · Pion noir sur case noire g7 · Pion noir sur case blanche h7 · Pion noir sur case blanche d5 · Pion blanc sur case noire d4 · Pion blanc sur case noire a3 · Pion blanc sur case noire b2 · Pion blanc sur case blanche c2 · Pion blanc sur case blanche e2 · Pion blanc sur case noire f2 · Pion blanc sur case blanche g2 · Pion blanc sur case noire h2 · Tour blanche sur case noire a1 · Cavalier blanc sur case blanche b1 · Fou blanc sur case noire c1 · Dame blanche sur case blanche d1 · Roi blanc sur case noire e1 · Fou blanc sur case blanche f1 · Cavalier blanc sur case noire g1 · Tour blanche sur case blanche h1 | Tour noire sur case blanche a8 · Cavalier noir sur case noire b8 · Fou noir sur case blanche c8 · Dame noire sur case noire d8 · Roi noir sur case blanche e8 · Fou noir sur case noire f8 · Cavalier noir sur case blanche g8 · Tour noire sur case noire h8 · Pion noir sur case noire a7 · Pion noir sur case blanche b7 · Pion noir sur case noire c7 · Pion noir sur case noire e7 · Pion noir sur case blanche f7 · Pion noir sur case noire g7 · Pion noir sur case blanche h7 · Pion noir sur case blanche d5 · Pion blanc sur case noire d4 · Pion blanc sur case noire a3 · Pion blanc sur case noire b2 · Pion blanc sur case blanche c2 · Pion blanc sur case blanche e2 · Pion blanc sur case noire f2 · Pion blanc sur case blanche g2 · Pion blanc sur case noire h2 · Tour blanche sur case noire a1 · Cavalier blanc sur case blanche b1 · Fou blanc sur case noire c1 · Dame blanche sur case blanche d1 · Roi blanc sur case noire e1 · Fou blanc sur case blanche f1 · Cavalier blanc sur case noire g1 · Tour blanche sur case blanche h1 | Tour noire sur case blanche a8 · Cavalier noir sur case noire b8 · Fou noir sur case blanche c8 · Dame noire sur case noire d8 · Roi noir sur case blanche e8 · Fou noir sur case noire f8 · Cavalier noir sur case blanche g8 · Tour noire sur case noire h8 · Pion noir sur case noire a7 · Pion noir sur case blanche b7 · Pion noir sur case noire c7 · Pion noir sur case noire e7 · Pion noir sur case blanche f7 · Pion noir sur case noire g7 · Pion noir sur case blanche h7 · Pion noir sur case blanche d5 · Pion blanc sur case noire d4 · Pion blanc sur case noire a3 · Pion blanc sur case noire b2 · Pion blanc sur case blanche c2 · Pion blanc sur case blanche e2 · Pion blanc sur case noire f2 · Pion blanc sur case blanche g2 · Pion blanc sur case noire h2 · Tour blanche sur case noire a1 · Cavalier blanc sur case blanche b1 · Fou blanc sur case noire c1 · Dame blanche sur case blanche d1 · Roi blanc sur case noire e1 · Fou blanc sur case blanche f1 · Cavalier blanc sur case noire g1 · Tour blanche sur case blanche h1 | Tour noire sur case blanche a8 · Cavalier noir sur case noire b8 · Fou noir sur case blanche c8 · Dame noire sur case noire d8 · Roi noir sur case blanche e8 · Fou noir sur case noire f8 · Cavalier noir sur case blanche g8 · Tour noire sur case noire h8 · Pion noir sur case noire a7 · Pion noir sur case blanche b7 · Pion noir sur case noire c7 · Pion noir sur case noire e7 · Pion noir sur case blanche f7 · Pion noir sur case noire g7 · Pion noir sur case blanche h7 · Pion noir sur case blanche d5 · Pion blanc sur case noire d4 · Pion blanc sur case noire a3 · Pion blanc sur case noire b2 · Pion blanc sur case blanche c2 · Pion blanc sur case blanche e2 · Pion blanc sur case noire f2 · Pion blanc sur case blanche g2 · Pion blanc sur case noire h2 · Tour blanche sur case noire a1 · Cavalier blanc sur case blanche b1 · Fou blanc sur case noire c1 · Dame blanche sur case blanche d1 · Roi blanc sur case noire e1 · Fou blanc sur case blanche f1 · Cavalier blanc sur case noire g1 · Tour blanche sur case blanche h1 | Tour noire sur case blanche a8 · Cavalier noir sur case noire b8 · Fou noir sur case blanche c8 · Dame noire sur case noire d8 · Roi noir sur case blanche e8 · Fou noir sur case noire f8 · Cavalier noir sur case blanche g8 · Tour noire sur case noire h8 · Pion noir sur case noire a7 · Pion noir sur case blanche b7 · Pion noir sur case noire c7 · Pion noir sur case noire e7 · Pion noir sur case blanche f7 · Pion noir sur case noire g7 · Pion noir sur case blanche h7 · Pion noir sur case blanche d5 · Pion blanc sur case noire d4 · Pion blanc sur case noire a3 · Pion blanc sur case noire b2 · Pion blanc sur case blanche c2 · Pion blanc sur case blanche e2 · Pion blanc sur case noire f2 · Pion blanc sur case blanche g2 · Pion blanc sur case noire h2 · Tour blanche sur case noire a1 · Cavalier blanc sur case blanche b1 · Fou blanc sur case noire c1 · Dame blanche sur case blanche d1 · Roi blanc sur case noire e1 · Fou blanc sur case blanche f1 · Cavalier blanc sur case noire g1 · Tour blanche sur case blanche h1 | 5 |
| 4 | Tour noire sur case blanche a8 · Cavalier noir sur case noire b8 · Fou noir sur case blanche c8 · Dame noire sur case noire d8 · Roi noir sur case blanche e8 · Fou noir sur case noire f8 · Cavalier noir sur case blanche g8 · Tour noire sur case noire h8 · Pion noir sur case noire a7 · Pion noir sur case blanche b7 · Pion noir sur case noire c7 · Pion noir sur case noire e7 · Pion noir sur case blanche f7 · Pion noir sur case noire g7 · Pion noir sur case blanche h7 · Pion noir sur case blanche d5 · Pion blanc sur case noire d4 · Pion blanc sur case noire a3 · Pion blanc sur case noire b2 · Pion blanc sur case blanche c2 · Pion blanc sur case blanche e2 · Pion blanc sur case noire f2 · Pion blanc sur case blanche g2 · Pion blanc sur case noire h2 · Tour blanche sur case noire a1 · Cavalier blanc sur case blanche b1 · Fou blanc sur case noire c1 · Dame blanche sur case blanche d1 · Roi blanc sur case noire e1 · Fou blanc sur case blanche f1 · Cavalier blanc sur case noire g1 · Tour blanche sur case blanche h1 | Tour noire sur case blanche a8 · Cavalier noir sur case noire b8 · Fou noir sur case blanche c8 · Dame noire sur case noire d8 · Roi noir sur case blanche e8 · Fou noir sur case noire f8 · Cavalier noir sur case blanche g8 · Tour noire sur case noire h8 · Pion noir sur case noire a7 · Pion noir sur case blanche b7 · Pion noir sur case noire c7 · Pion noir sur case noire e7 · Pion noir sur case blanche f7 · Pion noir sur case noire g7 · Pion noir sur case blanche h7 · Pion noir sur case blanche d5 · Pion blanc sur case noire d4 · Pion blanc sur case noire a3 · Pion blanc sur case noire b2 · Pion blanc sur case blanche c2 · Pion blanc sur case blanche e2 · Pion blanc sur case noire f2 · Pion blanc sur case blanche g2 · Pion blanc sur case noire h2 · Tour blanche sur case noire a1 · Cavalier blanc sur case blanche b1 · Fou blanc sur case noire c1 · Dame blanche sur case blanche d1 · Roi blanc sur case noire e1 · Fou blanc sur case blanche f1 · Cavalier blanc sur case noire g1 · Tour blanche sur case blanche h1 | Tour noire sur case blanche a8 · Cavalier noir sur case noire b8 · Fou noir sur case blanche c8 · Dame noire sur case noire d8 · Roi noir sur case blanche e8 · Fou noir sur case noire f8 · Cavalier noir sur case blanche g8 · Tour noire sur case noire h8 · Pion noir sur case noire a7 · Pion noir sur case blanche b7 · Pion noir sur case noire c7 · Pion noir sur case noire e7 · Pion noir sur case blanche f7 · Pion noir sur case noire g7 · Pion noir sur case blanche h7 · Pion noir sur case blanche d5 · Pion blanc sur case noire d4 · Pion blanc sur case noire a3 · Pion blanc sur case noire b2 · Pion blanc sur case blanche c2 · Pion blanc sur case blanche e2 · Pion blanc sur case noire f2 · Pion blanc sur case blanche g2 · Pion blanc sur case noire h2 · Tour blanche sur case noire a1 · Cavalier blanc sur case blanche b1 · Fou blanc sur case noire c1 · Dame blanche sur case blanche d1 · Roi blanc sur case noire e1 · Fou blanc sur case blanche f1 · Cavalier blanc sur case noire g1 · Tour blanche sur case blanche h1 | Tour noire sur case blanche a8 · Cavalier noir sur case noire b8 · Fou noir sur case blanche c8 · Dame noire sur case noire d8 · Roi noir sur case blanche e8 · Fou noir sur case noire f8 · Cavalier noir sur case blanche g8 · Tour noire sur case noire h8 · Pion noir sur case noire a7 · Pion noir sur case blanche b7 · Pion noir sur case noire c7 · Pion noir sur case noire e7 · Pion noir sur case blanche f7 · Pion noir sur case noire g7 · Pion noir sur case blanche h7 · Pion noir sur case blanche d5 · Pion blanc sur case noire d4 · Pion blanc sur case noire a3 · Pion blanc sur case noire b2 · Pion blanc sur case blanche c2 · Pion blanc sur case blanche e2 · Pion blanc sur case noire f2 · Pion blanc sur case blanche g2 · Pion blanc sur case noire h2 · Tour blanche sur case noire a1 · Cavalier blanc sur case blanche b1 · Fou blanc sur case noire c1 · Dame blanche sur case blanche d1 · Roi blanc sur case noire e1 · Fou blanc sur case blanche f1 · Cavalier blanc sur case noire g1 · Tour blanche sur case blanche h1 | Tour noire sur case blanche a8 · Cavalier noir sur case noire b8 · Fou noir sur case blanche c8 · Dame noire sur case noire d8 · Roi noir sur case blanche e8 · Fou noir sur case noire f8 · Cavalier noir sur case blanche g8 · Tour noire sur case noire h8 · Pion noir sur case noire a7 · Pion noir sur case blanche b7 · Pion noir sur case noire c7 · Pion noir sur case noire e7 · Pion noir sur case blanche f7 · Pion noir sur case noire g7 · Pion noir sur case blanche h7 · Pion noir sur case blanche d5 · Pion blanc sur case noire d4 · Pion blanc sur case noire a3 · Pion blanc sur case noire b2 · Pion blanc sur case blanche c2 · Pion blanc sur case blanche e2 · Pion blanc sur case noire f2 · Pion blanc sur case blanche g2 · Pion blanc sur case noire h2 · Tour blanche sur case noire a1 · Cavalier blanc sur case blanche b1 · Fou blanc sur case noire c1 · Dame blanche sur case blanche d1 · Roi blanc sur case noire e1 · Fou blanc sur case blanche f1 · Cavalier blanc sur case noire g1 · Tour blanche sur case blanche h1 | Tour noire sur case blanche a8 · Cavalier noir sur case noire b8 · Fou noir sur case blanche c8 · Dame noire sur case noire d8 · Roi noir sur case blanche e8 · Fou noir sur case noire f8 · Cavalier noir sur case blanche g8 · Tour noire sur case noire h8 · Pion noir sur case noire a7 · Pion noir sur case blanche b7 · Pion noir sur case noire c7 · Pion noir sur case noire e7 · Pion noir sur case blanche f7 · Pion noir sur case noire g7 · Pion noir sur case blanche h7 · Pion noir sur case blanche d5 · Pion blanc sur case noire d4 · Pion blanc sur case noire a3 · Pion blanc sur case noire b2 · Pion blanc sur case blanche c2 · Pion blanc sur case blanche e2 · Pion blanc sur case noire f2 · Pion blanc sur case blanche g2 · Pion blanc sur case noire h2 · Tour blanche sur case noire a1 · Cavalier blanc sur case blanche b1 · Fou blanc sur case noire c1 · Dame blanche sur case blanche d1 · Roi blanc sur case noire e1 · Fou blanc sur case blanche f1 · Cavalier blanc sur case noire g1 · Tour blanche sur case blanche h1 | Tour noire sur case blanche a8 · Cavalier noir sur case noire b8 · Fou noir sur case blanche c8 · Dame noire sur case noire d8 · Roi noir sur case blanche e8 · Fou noir sur case noire f8 · Cavalier noir sur case blanche g8 · Tour noire sur case noire h8 · Pion noir sur case noire a7 · Pion noir sur case blanche b7 · Pion noir sur case noire c7 · Pion noir sur case noire e7 · Pion noir sur case blanche f7 · Pion noir sur case noire g7 · Pion noir sur case blanche h7 · Pion noir sur case blanche d5 · Pion blanc sur case noire d4 · Pion blanc sur case noire a3 · Pion blanc sur case noire b2 · Pion blanc sur case blanche c2 · Pion blanc sur case blanche e2 · Pion blanc sur case noire f2 · Pion blanc sur case blanche g2 · Pion blanc sur case noire h2 · Tour blanche sur case noire a1 · Cavalier blanc sur case blanche b1 · Fou blanc sur case noire c1 · Dame blanche sur case blanche d1 · Roi blanc sur case noire e1 · Fou blanc sur case blanche f1 · Cavalier blanc sur case noire g1 · Tour blanche sur case blanche h1 | Tour noire sur case blanche a8 · Cavalier noir sur case noire b8 · Fou noir sur case blanche c8 · Dame noire sur case noire d8 · Roi noir sur case blanche e8 · Fou noir sur case noire f8 · Cavalier noir sur case blanche g8 · Tour noire sur case noire h8 · Pion noir sur case noire a7 · Pion noir sur case blanche b7 · Pion noir sur case noire c7 · Pion noir sur case noire e7 · Pion noir sur case blanche f7 · Pion noir sur case noire g7 · Pion noir sur case blanche h7 · Pion noir sur case blanche d5 · Pion blanc sur case noire d4 · Pion blanc sur case noire a3 · Pion blanc sur case noire b2 · Pion blanc sur case blanche c2 · Pion blanc sur case blanche e2 · Pion blanc sur case noire f2 · Pion blanc sur case blanche g2 · Pion blanc sur case noire h2 · Tour blanche sur case noire a1 · Cavalier blanc sur case blanche b1 · Fou blanc sur case noire c1 · Dame blanche sur case blanche d1 · Roi blanc sur case noire e1 · Fou blanc sur case blanche f1 · Cavalier blanc sur case noire g1 · Tour blanche sur case blanche h1 | 4 |
| 3 | Tour noire sur case blanche a8 · Cavalier noir sur case noire b8 · Fou noir sur case blanche c8 · Dame noire sur case noire d8 · Roi noir sur case blanche e8 · Fou noir sur case noire f8 · Cavalier noir sur case blanche g8 · Tour noire sur case noire h8 · Pion noir sur case noire a7 · Pion noir sur case blanche b7 · Pion noir sur case noire c7 · Pion noir sur case noire e7 · Pion noir sur case blanche f7 · Pion noir sur case noire g7 · Pion noir sur case blanche h7 · Pion noir sur case blanche d5 · Pion blanc sur case noire d4 · Pion blanc sur case noire a3 · Pion blanc sur case noire b2 · Pion blanc sur case blanche c2 · Pion blanc sur case blanche e2 · Pion blanc sur case noire f2 · Pion blanc sur case blanche g2 · Pion blanc sur case noire h2 · Tour blanche sur case noire a1 · Cavalier blanc sur case blanche b1 · Fou blanc sur case noire c1 · Dame blanche sur case blanche d1 · Roi blanc sur case noire e1 · Fou blanc sur case blanche f1 · Cavalier blanc sur case noire g1 · Tour blanche sur case blanche h1 | Tour noire sur case blanche a8 · Cavalier noir sur case noire b8 · Fou noir sur case blanche c8 · Dame noire sur case noire d8 · Roi noir sur case blanche e8 · Fou noir sur case noire f8 · Cavalier noir sur case blanche g8 · Tour noire sur case noire h8 · Pion noir sur case noire a7 · Pion noir sur case blanche b7 · Pion noir sur case noire c7 · Pion noir sur case noire e7 · Pion noir sur case blanche f7 · Pion noir sur case noire g7 · Pion noir sur case blanche h7 · Pion noir sur case blanche d5 · Pion blanc sur case noire d4 · Pion blanc sur case noire a3 · Pion blanc sur case noire b2 · Pion blanc sur case blanche c2 · Pion blanc sur case blanche e2 · Pion blanc sur case noire f2 · Pion blanc sur case blanche g2 · Pion blanc sur case noire h2 · Tour blanche sur case noire a1 · Cavalier blanc sur case blanche b1 · Fou blanc sur case noire c1 · Dame blanche sur case blanche d1 · Roi blanc sur case noire e1 · Fou blanc sur case blanche f1 · Cavalier blanc sur case noire g1 · Tour blanche sur case blanche h1 | Tour noire sur case blanche a8 · Cavalier noir sur case noire b8 · Fou noir sur case blanche c8 · Dame noire sur case noire d8 · Roi noir sur case blanche e8 · Fou noir sur case noire f8 · Cavalier noir sur case blanche g8 · Tour noire sur case noire h8 · Pion noir sur case noire a7 · Pion noir sur case blanche b7 · Pion noir sur case noire c7 · Pion noir sur case noire e7 · Pion noir sur case blanche f7 · Pion noir sur case noire g7 · Pion noir sur case blanche h7 · Pion noir sur case blanche d5 · Pion blanc sur case noire d4 · Pion blanc sur case noire a3 · Pion blanc sur case noire b2 · Pion blanc sur case blanche c2 · Pion blanc sur case blanche e2 · Pion blanc sur case noire f2 · Pion blanc sur case blanche g2 · Pion blanc sur case noire h2 · Tour blanche sur case noire a1 · Cavalier blanc sur case blanche b1 · Fou blanc sur case noire c1 · Dame blanche sur case blanche d1 · Roi blanc sur case noire e1 · Fou blanc sur case blanche f1 · Cavalier blanc sur case noire g1 · Tour blanche sur case blanche h1 | Tour noire sur case blanche a8 · Cavalier noir sur case noire b8 · Fou noir sur case blanche c8 · Dame noire sur case noire d8 · Roi noir sur case blanche e8 · Fou noir sur case noire f8 · Cavalier noir sur case blanche g8 · Tour noire sur case noire h8 · Pion noir sur case noire a7 · Pion noir sur case blanche b7 · Pion noir sur case noire c7 · Pion noir sur case noire e7 · Pion noir sur case blanche f7 · Pion noir sur case noire g7 · Pion noir sur case blanche h7 · Pion noir sur case blanche d5 · Pion blanc sur case noire d4 · Pion blanc sur case noire a3 · Pion blanc sur case noire b2 · Pion blanc sur case blanche c2 · Pion blanc sur case blanche e2 · Pion blanc sur case noire f2 · Pion blanc sur case blanche g2 · Pion blanc sur case noire h2 · Tour blanche sur case noire a1 · Cavalier blanc sur case blanche b1 · Fou blanc sur case noire c1 · Dame blanche sur case blanche d1 · Roi blanc sur case noire e1 · Fou blanc sur case blanche f1 · Cavalier blanc sur case noire g1 · Tour blanche sur case blanche h1 | Tour noire sur case blanche a8 · Cavalier noir sur case noire b8 · Fou noir sur case blanche c8 · Dame noire sur case noire d8 · Roi noir sur case blanche e8 · Fou noir sur case noire f8 · Cavalier noir sur case blanche g8 · Tour noire sur case noire h8 · Pion noir sur case noire a7 · Pion noir sur case blanche b7 · Pion noir sur case noire c7 · Pion noir sur case noire e7 · Pion noir sur case blanche f7 · Pion noir sur case noire g7 · Pion noir sur case blanche h7 · Pion noir sur case blanche d5 · Pion blanc sur case noire d4 · Pion blanc sur case noire a3 · Pion blanc sur case noire b2 · Pion blanc sur case blanche c2 · Pion blanc sur case blanche e2 · Pion blanc sur case noire f2 · Pion blanc sur case blanche g2 · Pion blanc sur case noire h2 · Tour blanche sur case noire a1 · Cavalier blanc sur case blanche b1 · Fou blanc sur case noire c1 · Dame blanche sur case blanche d1 · Roi blanc sur case noire e1 · Fou blanc sur case blanche f1 · Cavalier blanc sur case noire g1 · Tour blanche sur case blanche h1 | Tour noire sur case blanche a8 · Cavalier noir sur case noire b8 · Fou noir sur case blanche c8 · Dame noire sur case noire d8 · Roi noir sur case blanche e8 · Fou noir sur case noire f8 · Cavalier noir sur case blanche g8 · Tour noire sur case noire h8 · Pion noir sur case noire a7 · Pion noir sur case blanche b7 · Pion noir sur case noire c7 · Pion noir sur case noire e7 · Pion noir sur case blanche f7 · Pion noir sur case noire g7 · Pion noir sur case blanche h7 · Pion noir sur case blanche d5 · Pion blanc sur case noire d4 · Pion blanc sur case noire a3 · Pion blanc sur case noire b2 · Pion blanc sur case blanche c2 · Pion blanc sur case blanche e2 · Pion blanc sur case noire f2 · Pion blanc sur case blanche g2 · Pion blanc sur case noire h2 · Tour blanche sur case noire a1 · Cavalier blanc sur case blanche b1 · Fou blanc sur case noire c1 · Dame blanche sur case blanche d1 · Roi blanc sur case noire e1 · Fou blanc sur case blanche f1 · Cavalier blanc sur case noire g1 · Tour blanche sur case blanche h1 | Tour noire sur case blanche a8 · Cavalier noir sur case noire b8 · Fou noir sur case blanche c8 · Dame noire sur case noire d8 · Roi noir sur case blanche e8 · Fou noir sur case noire f8 · Cavalier noir sur case blanche g8 · Tour noire sur case noire h8 · Pion noir sur case noire a7 · Pion noir sur case blanche b7 · Pion noir sur case noire c7 · Pion noir sur case noire e7 · Pion noir sur case blanche f7 · Pion noir sur case noire g7 · Pion noir sur case blanche h7 · Pion noir sur case blanche d5 · Pion blanc sur case noire d4 · Pion blanc sur case noire a3 · Pion blanc sur case noire b2 · Pion blanc sur case blanche c2 · Pion blanc sur case blanche e2 · Pion blanc sur case noire f2 · Pion blanc sur case blanche g2 · Pion blanc sur case noire h2 · Tour blanche sur case noire a1 · Cavalier blanc sur case blanche b1 · Fou blanc sur case noire c1 · Dame blanche sur case blanche d1 · Roi blanc sur case noire e1 · Fou blanc sur case blanche f1 · Cavalier blanc sur case noire g1 · Tour blanche sur case blanche h1 | Tour noire sur case blanche a8 · Cavalier noir sur case noire b8 · Fou noir sur case blanche c8 · Dame noire sur case noire d8 · Roi noir sur case blanche e8 · Fou noir sur case noire f8 · Cavalier noir sur case blanche g8 · Tour noire sur case noire h8 · Pion noir sur case noire a7 · Pion noir sur case blanche b7 · Pion noir sur case noire c7 · Pion noir sur case noire e7 · Pion noir sur case blanche f7 · Pion noir sur case noire g7 · Pion noir sur case blanche h7 · Pion noir sur case blanche d5 · Pion blanc sur case noire d4 · Pion blanc sur case noire a3 · Pion blanc sur case noire b2 · Pion blanc sur case blanche c2 · Pion blanc sur case blanche e2 · Pion blanc sur case noire f2 · Pion blanc sur case blanche g2 · Pion blanc sur case noire h2 · Tour blanche sur case noire a1 · Cavalier blanc sur case blanche b1 · Fou blanc sur case noire c1 · Dame blanche sur case blanche d1 · Roi blanc sur case noire e1 · Fou blanc sur case blanche f1 · Cavalier blanc sur case noire g1 · Tour blanche sur case blanche h1 | 3 |
| 2 | Tour noire sur case blanche a8 · Cavalier noir sur case noire b8 · Fou noir sur case blanche c8 · Dame noire sur case noire d8 · Roi noir sur case blanche e8 · Fou noir sur case noire f8 · Cavalier noir sur case blanche g8 · Tour noire sur case noire h8 · Pion noir sur case noire a7 · Pion noir sur case blanche b7 · Pion noir sur case noire c7 · Pion noir sur case noire e7 · Pion noir sur case blanche f7 · Pion noir sur case noire g7 · Pion noir sur case blanche h7 · Pion noir sur case blanche d5 · Pion blanc sur case noire d4 · Pion blanc sur case noire a3 · Pion blanc sur case noire b2 · Pion blanc sur case blanche c2 · Pion blanc sur case blanche e2 · Pion blanc sur case noire f2 · Pion blanc sur case blanche g2 · Pion blanc sur case noire h2 · Tour blanche sur case noire a1 · Cavalier blanc sur case blanche b1 · Fou blanc sur case noire c1 · Dame blanche sur case blanche d1 · Roi blanc sur case noire e1 · Fou blanc sur case blanche f1 · Cavalier blanc sur case noire g1 · Tour blanche sur case blanche h1 | Tour noire sur case blanche a8 · Cavalier noir sur case noire b8 · Fou noir sur case blanche c8 · Dame noire sur case noire d8 · Roi noir sur case blanche e8 · Fou noir sur case noire f8 · Cavalier noir sur case blanche g8 · Tour noire sur case noire h8 · Pion noir sur case noire a7 · Pion noir sur case blanche b7 · Pion noir sur case noire c7 · Pion noir sur case noire e7 · Pion noir sur case blanche f7 · Pion noir sur case noire g7 · Pion noir sur case blanche h7 · Pion noir sur case blanche d5 · Pion blanc sur case noire d4 · Pion blanc sur case noire a3 · Pion blanc sur case noire b2 · Pion blanc sur case blanche c2 · Pion blanc sur case blanche e2 · Pion blanc sur case noire f2 · Pion blanc sur case blanche g2 · Pion blanc sur case noire h2 · Tour blanche sur case noire a1 · Cavalier blanc sur case blanche b1 · Fou blanc sur case noire c1 · Dame blanche sur case blanche d1 · Roi blanc sur case noire e1 · Fou blanc sur case blanche f1 · Cavalier blanc sur case noire g1 · Tour blanche sur case blanche h1 | Tour noire sur case blanche a8 · Cavalier noir sur case noire b8 · Fou noir sur case blanche c8 · Dame noire sur case noire d8 · Roi noir sur case blanche e8 · Fou noir sur case noire f8 · Cavalier noir sur case blanche g8 · Tour noire sur case noire h8 · Pion noir sur case noire a7 · Pion noir sur case blanche b7 · Pion noir sur case noire c7 · Pion noir sur case noire e7 · Pion noir sur case blanche f7 · Pion noir sur case noire g7 · Pion noir sur case blanche h7 · Pion noir sur case blanche d5 · Pion blanc sur case noire d4 · Pion blanc sur case noire a3 · Pion blanc sur case noire b2 · Pion blanc sur case blanche c2 · Pion blanc sur case blanche e2 · Pion blanc sur case noire f2 · Pion blanc sur case blanche g2 · Pion blanc sur case noire h2 · Tour blanche sur case noire a1 · Cavalier blanc sur case blanche b1 · Fou blanc sur case noire c1 · Dame blanche sur case blanche d1 · Roi blanc sur case noire e1 · Fou blanc sur case blanche f1 · Cavalier blanc sur case noire g1 · Tour blanche sur case blanche h1 | Tour noire sur case blanche a8 · Cavalier noir sur case noire b8 · Fou noir sur case blanche c8 · Dame noire sur case noire d8 · Roi noir sur case blanche e8 · Fou noir sur case noire f8 · Cavalier noir sur case blanche g8 · Tour noire sur case noire h8 · Pion noir sur case noire a7 · Pion noir sur case blanche b7 · Pion noir sur case noire c7 · Pion noir sur case noire e7 · Pion noir sur case blanche f7 · Pion noir sur case noire g7 · Pion noir sur case blanche h7 · Pion noir sur case blanche d5 · Pion blanc sur case noire d4 · Pion blanc sur case noire a3 · Pion blanc sur case noire b2 · Pion blanc sur case blanche c2 · Pion blanc sur case blanche e2 · Pion blanc sur case noire f2 · Pion blanc sur case blanche g2 · Pion blanc sur case noire h2 · Tour blanche sur case noire a1 · Cavalier blanc sur case blanche b1 · Fou blanc sur case noire c1 · Dame blanche sur case blanche d1 · Roi blanc sur case noire e1 · Fou blanc sur case blanche f1 · Cavalier blanc sur case noire g1 · Tour blanche sur case blanche h1 | Tour noire sur case blanche a8 · Cavalier noir sur case noire b8 · Fou noir sur case blanche c8 · Dame noire sur case noire d8 · Roi noir sur case blanche e8 · Fou noir sur case noire f8 · Cavalier noir sur case blanche g8 · Tour noire sur case noire h8 · Pion noir sur case noire a7 · Pion noir sur case blanche b7 · Pion noir sur case noire c7 · Pion noir sur case noire e7 · Pion noir sur case blanche f7 · Pion noir sur case noire g7 · Pion noir sur case blanche h7 · Pion noir sur case blanche d5 · Pion blanc sur case noire d4 · Pion blanc sur case noire a3 · Pion blanc sur case noire b2 · Pion blanc sur case blanche c2 · Pion blanc sur case blanche e2 · Pion blanc sur case noire f2 · Pion blanc sur case blanche g2 · Pion blanc sur case noire h2 · Tour blanche sur case noire a1 · Cavalier blanc sur case blanche b1 · Fou blanc sur case noire c1 · Dame blanche sur case blanche d1 · Roi blanc sur case noire e1 · Fou blanc sur case blanche f1 · Cavalier blanc sur case noire g1 · Tour blanche sur case blanche h1 | Tour noire sur case blanche a8 · Cavalier noir sur case noire b8 · Fou noir sur case blanche c8 · Dame noire sur case noire d8 · Roi noir sur case blanche e8 · Fou noir sur case noire f8 · Cavalier noir sur case blanche g8 · Tour noire sur case noire h8 · Pion noir sur case noire a7 · Pion noir sur case blanche b7 · Pion noir sur case noire c7 · Pion noir sur case noire e7 · Pion noir sur case blanche f7 · Pion noir sur case noire g7 · Pion noir sur case blanche h7 · Pion noir sur case blanche d5 · Pion blanc sur case noire d4 · Pion blanc sur case noire a3 · Pion blanc sur case noire b2 · Pion blanc sur case blanche c2 · Pion blanc sur case blanche e2 · Pion blanc sur case noire f2 · Pion blanc sur case blanche g2 · Pion blanc sur case noire h2 · Tour blanche sur case noire a1 · Cavalier blanc sur case blanche b1 · Fou blanc sur case noire c1 · Dame blanche sur case blanche d1 · Roi blanc sur case noire e1 · Fou blanc sur case blanche f1 · Cavalier blanc sur case noire g1 · Tour blanche sur case blanche h1 | Tour noire sur case blanche a8 · Cavalier noir sur case noire b8 · Fou noir sur case blanche c8 · Dame noire sur case noire d8 · Roi noir sur case blanche e8 · Fou noir sur case noire f8 · Cavalier noir sur case blanche g8 · Tour noire sur case noire h8 · Pion noir sur case noire a7 · Pion noir sur case blanche b7 · Pion noir sur case noire c7 · Pion noir sur case noire e7 · Pion noir sur case blanche f7 · Pion noir sur case noire g7 · Pion noir sur case blanche h7 · Pion noir sur case blanche d5 · Pion blanc sur case noire d4 · Pion blanc sur case noire a3 · Pion blanc sur case noire b2 · Pion blanc sur case blanche c2 · Pion blanc sur case blanche e2 · Pion blanc sur case noire f2 · Pion blanc sur case blanche g2 · Pion blanc sur case noire h2 · Tour blanche sur case noire a1 · Cavalier blanc sur case blanche b1 · Fou blanc sur case noire c1 · Dame blanche sur case blanche d1 · Roi blanc sur case noire e1 · Fou blanc sur case blanche f1 · Cavalier blanc sur case noire g1 · Tour blanche sur case blanche h1 | Tour noire sur case blanche a8 · Cavalier noir sur case noire b8 · Fou noir sur case blanche c8 · Dame noire sur case noire d8 · Roi noir sur case blanche e8 · Fou noir sur case noire f8 · Cavalier noir sur case blanche g8 · Tour noire sur case noire h8 · Pion noir sur case noire a7 · Pion noir sur case blanche b7 · Pion noir sur case noire c7 · Pion noir sur case noire e7 · Pion noir sur case blanche f7 · Pion noir sur case noire g7 · Pion noir sur case blanche h7 · Pion noir sur case blanche d5 · Pion blanc sur case noire d4 · Pion blanc sur case noire a3 · Pion blanc sur case noire b2 · Pion blanc sur case blanche c2 · Pion blanc sur case blanche e2 · Pion blanc sur case noire f2 · Pion blanc sur case blanche g2 · Pion blanc sur case noire h2 · Tour blanche sur case noire a1 · Cavalier blanc sur case blanche b1 · Fou blanc sur case noire c1 · Dame blanche sur case blanche d1 · Roi blanc sur case noire e1 · Fou blanc sur case blanche f1 · Cavalier blanc sur case noire g1 · Tour blanche sur case blanche h1 | 2 |
| 1 | Tour noire sur case blanche a8 · Cavalier noir sur case noire b8 · Fou noir sur case blanche c8 · Dame noire sur case noire d8 · Roi noir sur case blanche e8 · Fou noir sur case noire f8 · Cavalier noir sur case blanche g8 · Tour noire sur case noire h8 · Pion noir sur case noire a7 · Pion noir sur case blanche b7 · Pion noir sur case noire c7 · Pion noir sur case noire e7 · Pion noir sur case blanche f7 · Pion noir sur case noire g7 · Pion noir sur case blanche h7 · Pion noir sur case blanche d5 · Pion blanc sur case noire d4 · Pion blanc sur case noire a3 · Pion blanc sur case noire b2 · Pion blanc sur case blanche c2 · Pion blanc sur case blanche e2 · Pion blanc sur case noire f2 · Pion blanc sur case blanche g2 · Pion blanc sur case noire h2 · Tour blanche sur case noire a1 · Cavalier blanc sur case blanche b1 · Fou blanc sur case noire c1 · Dame blanche sur case blanche d1 · Roi blanc sur case noire e1 · Fou blanc sur case blanche f1 · Cavalier blanc sur case noire g1 · Tour blanche sur case blanche h1 | Tour noire sur case blanche a8 · Cavalier noir sur case noire b8 · Fou noir sur case blanche c8 · Dame noire sur case noire d8 · Roi noir sur case blanche e8 · Fou noir sur case noire f8 · Cavalier noir sur case blanche g8 · Tour noire sur case noire h8 · Pion noir sur case noire a7 · Pion noir sur case blanche b7 · Pion noir sur case noire c7 · Pion noir sur case noire e7 · Pion noir sur case blanche f7 · Pion noir sur case noire g7 · Pion noir sur case blanche h7 · Pion noir sur case blanche d5 · Pion blanc sur case noire d4 · Pion blanc sur case noire a3 · Pion blanc sur case noire b2 · Pion blanc sur case blanche c2 · Pion blanc sur case blanche e2 · Pion blanc sur case noire f2 · Pion blanc sur case blanche g2 · Pion blanc sur case noire h2 · Tour blanche sur case noire a1 · Cavalier blanc sur case blanche b1 · Fou blanc sur case noire c1 · Dame blanche sur case blanche d1 · Roi blanc sur case noire e1 · Fou blanc sur case blanche f1 · Cavalier blanc sur case noire g1 · Tour blanche sur case blanche h1 | Tour noire sur case blanche a8 · Cavalier noir sur case noire b8 · Fou noir sur case blanche c8 · Dame noire sur case noire d8 · Roi noir sur case blanche e8 · Fou noir sur case noire f8 · Cavalier noir sur case blanche g8 · Tour noire sur case noire h8 · Pion noir sur case noire a7 · Pion noir sur case blanche b7 · Pion noir sur case noire c7 · Pion noir sur case noire e7 · Pion noir sur case blanche f7 · Pion noir sur case noire g7 · Pion noir sur case blanche h7 · Pion noir sur case blanche d5 · Pion blanc sur case noire d4 · Pion blanc sur case noire a3 · Pion blanc sur case noire b2 · Pion blanc sur case blanche c2 · Pion blanc sur case blanche e2 · Pion blanc sur case noire f2 · Pion blanc sur case blanche g2 · Pion blanc sur case noire h2 · Tour blanche sur case noire a1 · Cavalier blanc sur case blanche b1 · Fou blanc sur case noire c1 · Dame blanche sur case blanche d1 · Roi blanc sur case noire e1 · Fou blanc sur case blanche f1 · Cavalier blanc sur case noire g1 · Tour blanche sur case blanche h1 | Tour noire sur case blanche a8 · Cavalier noir sur case noire b8 · Fou noir sur case blanche c8 · Dame noire sur case noire d8 · Roi noir sur case blanche e8 · Fou noir sur case noire f8 · Cavalier noir sur case blanche g8 · Tour noire sur case noire h8 · Pion noir sur case noire a7 · Pion noir sur case blanche b7 · Pion noir sur case noire c7 · Pion noir sur case noire e7 · Pion noir sur case blanche f7 · Pion noir sur case noire g7 · Pion noir sur case blanche h7 · Pion noir sur case blanche d5 · Pion blanc sur case noire d4 · Pion blanc sur case noire a3 · Pion blanc sur case noire b2 · Pion blanc sur case blanche c2 · Pion blanc sur case blanche e2 · Pion blanc sur case noire f2 · Pion blanc sur case blanche g2 · Pion blanc sur case noire h2 · Tour blanche sur case noire a1 · Cavalier blanc sur case blanche b1 · Fou blanc sur case noire c1 · Dame blanche sur case blanche d1 · Roi blanc sur case noire e1 · Fou blanc sur case blanche f1 · Cavalier blanc sur case noire g1 · Tour blanche sur case blanche h1 | Tour noire sur case blanche a8 · Cavalier noir sur case noire b8 · Fou noir sur case blanche c8 · Dame noire sur case noire d8 · Roi noir sur case blanche e8 · Fou noir sur case noire f8 · Cavalier noir sur case blanche g8 · Tour noire sur case noire h8 · Pion noir sur case noire a7 · Pion noir sur case blanche b7 · Pion noir sur case noire c7 · Pion noir sur case noire e7 · Pion noir sur case blanche f7 · Pion noir sur case noire g7 · Pion noir sur case blanche h7 · Pion noir sur case blanche d5 · Pion blanc sur case noire d4 · Pion blanc sur case noire a3 · Pion blanc sur case noire b2 · Pion blanc sur case blanche c2 · Pion blanc sur case blanche e2 · Pion blanc sur case noire f2 · Pion blanc sur case blanche g2 · Pion blanc sur case noire h2 · Tour blanche sur case noire a1 · Cavalier blanc sur case blanche b1 · Fou blanc sur case noire c1 · Dame blanche sur case blanche d1 · Roi blanc sur case noire e1 · Fou blanc sur case blanche f1 · Cavalier blanc sur case noire g1 · Tour blanche sur case blanche h1 | Tour noire sur case blanche a8 · Cavalier noir sur case noire b8 · Fou noir sur case blanche c8 · Dame noire sur case noire d8 · Roi noir sur case blanche e8 · Fou noir sur case noire f8 · Cavalier noir sur case blanche g8 · Tour noire sur case noire h8 · Pion noir sur case noire a7 · Pion noir sur case blanche b7 · Pion noir sur case noire c7 · Pion noir sur case noire e7 · Pion noir sur case blanche f7 · Pion noir sur case noire g7 · Pion noir sur case blanche h7 · Pion noir sur case blanche d5 · Pion blanc sur case noire d4 · Pion blanc sur case noire a3 · Pion blanc sur case noire b2 · Pion blanc sur case blanche c2 · Pion blanc sur case blanche e2 · Pion blanc sur case noire f2 · Pion blanc sur case blanche g2 · Pion blanc sur case noire h2 · Tour blanche sur case noire a1 · Cavalier blanc sur case blanche b1 · Fou blanc sur case noire c1 · Dame blanche sur case blanche d1 · Roi blanc sur case noire e1 · Fou blanc sur case blanche f1 · Cavalier blanc sur case noire g1 · Tour blanche sur case blanche h1 | Tour noire sur case blanche a8 · Cavalier noir sur case noire b8 · Fou noir sur case blanche c8 · Dame noire sur case noire d8 · Roi noir sur case blanche e8 · Fou noir sur case noire f8 · Cavalier noir sur case blanche g8 · Tour noire sur case noire h8 · Pion noir sur case noire a7 · Pion noir sur case blanche b7 · Pion noir sur case noire c7 · Pion noir sur case noire e7 · Pion noir sur case blanche f7 · Pion noir sur case noire g7 · Pion noir sur case blanche h7 · Pion noir sur case blanche d5 · Pion blanc sur case noire d4 · Pion blanc sur case noire a3 · Pion blanc sur case noire b2 · Pion blanc sur case blanche c2 · Pion blanc sur case blanche e2 · Pion blanc sur case noire f2 · Pion blanc sur case blanche g2 · Pion blanc sur case noire h2 · Tour blanche sur case noire a1 · Cavalier blanc sur case blanche b1 · Fou blanc sur case noire c1 · Dame blanche sur case blanche d1 · Roi blanc sur case noire e1 · Fou blanc sur case blanche f1 · Cavalier blanc sur case noire g1 · Tour blanche sur case blanche h1 | Tour noire sur case blanche a8 · Cavalier noir sur case noire b8 · Fou noir sur case blanche c8 · Dame noire sur case noire d8 · Roi noir sur case blanche e8 · Fou noir sur case noire f8 · Cavalier noir sur case blanche g8 · Tour noire sur case noire h8 · Pion noir sur case noire a7 · Pion noir sur case blanche b7 · Pion noir sur case noire c7 · Pion noir sur case noire e7 · Pion noir sur case blanche f7 · Pion noir sur case noire g7 · Pion noir sur case blanche h7 · Pion noir sur case blanche d5 · Pion blanc sur case noire d4 · Pion blanc sur case noire a3 · Pion blanc sur case noire b2 · Pion blanc sur case blanche c2 · Pion blanc sur case blanche e2 · Pion blanc sur case noire f2 · Pion blanc sur case blanche g2 · Pion blanc sur case noire h2 · Tour blanche sur case noire a1 · Cavalier blanc sur case blanche b1 · Fou blanc sur case noire c1 · Dame blanche sur case blanche d1 · Roi blanc sur case noire e1 · Fou blanc sur case blanche f1 · Cavalier blanc sur case noire g1 · Tour blanche sur case blanche h1 | 1 |
|   | a | b | c | d | e | f | g | h |   |

Éric Prié a donné son nom à une ouverture, l'attaque Prié (ECO D00, partie du pion-dame) : 1.d4 d5 2.a3 (diagramme). Il explique que ce coup enlève aux noirs le coup utile Fb4 et, dans certaines variantes, prépare la poussée b2-b4. Cette dernière idée correspond à jouer une défense slave, variante Chebanenko (également appelée variante Caméléon), avec les couleurs inversées. D'autres ordres de coups transposent dans ce système, par exemple 1.d4 e6 2.a3 d5.
Cette ouverture soulève cependant des problèmes liés à la théorie échiquéenne : peut-on se permettre impunément d'innover si tôt dans la partie ? (validité du principe même de théorie), jusqu'à quel point un coup d'attente se révèle-t-il utile ? (validité du principe de prophylaxie cher à Aaron Nimzowitsch) et les Blancs peuvent-ils impunément délaisser le centre au lieu de prendre l'initiative par le gambit de la dame ?
L'autre intérêt de cette ouverture est de contourner le problème de la surpréparation théorique des joueurs d'échecs de haut niveau en jouant un système sain mais inhabituel, ce qui oblige les noirs à réfléchir dès le début de la partie au lieu de réciter des coups appris par cœur. Prié a atteint cet objectif en jouant son ouverture avec succès contre des amateurs, mais aussi contre des joueurs titrés.  Jouer peu de systèmes, mais les connaître plus en profondeur que ses adversaires, est cependant une tâche difficile à haut niveau à l'heure des bases de données de parties.

### Partie illustrative
|   | a | b | c | d | e | f | g | h |   |
| 8 | Tour noire sur case noire d8 · Fou noir sur case blanche b7 · Roi noir sur case blanche f7 · Pion noir sur case noire b6 · Tour noire sur case noire d6 · Pion noir sur case blanche g6 · Pion noir sur case noire h6 · Pion noir sur case noire a5 · Pion noir sur case blanche d5 · Tour blanche sur case noire d4 · Pion blanc sur case blanche g4 · Pion blanc sur case noire a3 · Pion blanc sur case noire e3 · Fou blanc sur case blanche f3 · Roi blanc sur case noire g3 · Pion blanc sur case noire b2 · Pion blanc sur case noire f2 · Tour blanche sur case blanche d1 | Tour noire sur case noire d8 · Fou noir sur case blanche b7 · Roi noir sur case blanche f7 · Pion noir sur case noire b6 · Tour noire sur case noire d6 · Pion noir sur case blanche g6 · Pion noir sur case noire h6 · Pion noir sur case noire a5 · Pion noir sur case blanche d5 · Tour blanche sur case noire d4 · Pion blanc sur case blanche g4 · Pion blanc sur case noire a3 · Pion blanc sur case noire e3 · Fou blanc sur case blanche f3 · Roi blanc sur case noire g3 · Pion blanc sur case noire b2 · Pion blanc sur case noire f2 · Tour blanche sur case blanche d1 | Tour noire sur case noire d8 · Fou noir sur case blanche b7 · Roi noir sur case blanche f7 · Pion noir sur case noire b6 · Tour noire sur case noire d6 · Pion noir sur case blanche g6 · Pion noir sur case noire h6 · Pion noir sur case noire a5 · Pion noir sur case blanche d5 · Tour blanche sur case noire d4 · Pion blanc sur case blanche g4 · Pion blanc sur case noire a3 · Pion blanc sur case noire e3 · Fou blanc sur case blanche f3 · Roi blanc sur case noire g3 · Pion blanc sur case noire b2 · Pion blanc sur case noire f2 · Tour blanche sur case blanche d1 | Tour noire sur case noire d8 · Fou noir sur case blanche b7 · Roi noir sur case blanche f7 · Pion noir sur case noire b6 · Tour noire sur case noire d6 · Pion noir sur case blanche g6 · Pion noir sur case noire h6 · Pion noir sur case noire a5 · Pion noir sur case blanche d5 · Tour blanche sur case noire d4 · Pion blanc sur case blanche g4 · Pion blanc sur case noire a3 · Pion blanc sur case noire e3 · Fou blanc sur case blanche f3 · Roi blanc sur case noire g3 · Pion blanc sur case noire b2 · Pion blanc sur case noire f2 · Tour blanche sur case blanche d1 | Tour noire sur case noire d8 · Fou noir sur case blanche b7 · Roi noir sur case blanche f7 · Pion noir sur case noire b6 · Tour noire sur case noire d6 · Pion noir sur case blanche g6 · Pion noir sur case noire h6 · Pion noir sur case noire a5 · Pion noir sur case blanche d5 · Tour blanche sur case noire d4 · Pion blanc sur case blanche g4 · Pion blanc sur case noire a3 · Pion blanc sur case noire e3 · Fou blanc sur case blanche f3 · Roi blanc sur case noire g3 · Pion blanc sur case noire b2 · Pion blanc sur case noire f2 · Tour blanche sur case blanche d1 | Tour noire sur case noire d8 · Fou noir sur case blanche b7 · Roi noir sur case blanche f7 · Pion noir sur case noire b6 · Tour noire sur case noire d6 · Pion noir sur case blanche g6 · Pion noir sur case noire h6 · Pion noir sur case noire a5 · Pion noir sur case blanche d5 · Tour blanche sur case noire d4 · Pion blanc sur case blanche g4 · Pion blanc sur case noire a3 · Pion blanc sur case noire e3 · Fou blanc sur case blanche f3 · Roi blanc sur case noire g3 · Pion blanc sur case noire b2 · Pion blanc sur case noire f2 · Tour blanche sur case blanche d1 | Tour noire sur case noire d8 · Fou noir sur case blanche b7 · Roi noir sur case blanche f7 · Pion noir sur case noire b6 · Tour noire sur case noire d6 · Pion noir sur case blanche g6 · Pion noir sur case noire h6 · Pion noir sur case noire a5 · Pion noir sur case blanche d5 · Tour blanche sur case noire d4 · Pion blanc sur case blanche g4 · Pion blanc sur case noire a3 · Pion blanc sur case noire e3 · Fou blanc sur case blanche f3 · Roi blanc sur case noire g3 · Pion blanc sur case noire b2 · Pion blanc sur case noire f2 · Tour blanche sur case blanche d1 | Tour noire sur case noire d8 · Fou noir sur case blanche b7 · Roi noir sur case blanche f7 · Pion noir sur case noire b6 · Tour noire sur case noire d6 · Pion noir sur case blanche g6 · Pion noir sur case noire h6 · Pion noir sur case noire a5 · Pion noir sur case blanche d5 · Tour blanche sur case noire d4 · Pion blanc sur case blanche g4 · Pion blanc sur case noire a3 · Pion blanc sur case noire e3 · Fou blanc sur case blanche f3 · Roi blanc sur case noire g3 · Pion blanc sur case noire b2 · Pion blanc sur case noire f2 · Tour blanche sur case blanche d1 | 8 |
| 7 | Tour noire sur case noire d8 · Fou noir sur case blanche b7 · Roi noir sur case blanche f7 · Pion noir sur case noire b6 · Tour noire sur case noire d6 · Pion noir sur case blanche g6 · Pion noir sur case noire h6 · Pion noir sur case noire a5 · Pion noir sur case blanche d5 · Tour blanche sur case noire d4 · Pion blanc sur case blanche g4 · Pion blanc sur case noire a3 · Pion blanc sur case noire e3 · Fou blanc sur case blanche f3 · Roi blanc sur case noire g3 · Pion blanc sur case noire b2 · Pion blanc sur case noire f2 · Tour blanche sur case blanche d1 | Tour noire sur case noire d8 · Fou noir sur case blanche b7 · Roi noir sur case blanche f7 · Pion noir sur case noire b6 · Tour noire sur case noire d6 · Pion noir sur case blanche g6 · Pion noir sur case noire h6 · Pion noir sur case noire a5 · Pion noir sur case blanche d5 · Tour blanche sur case noire d4 · Pion blanc sur case blanche g4 · Pion blanc sur case noire a3 · Pion blanc sur case noire e3 · Fou blanc sur case blanche f3 · Roi blanc sur case noire g3 · Pion blanc sur case noire b2 · Pion blanc sur case noire f2 · Tour blanche sur case blanche d1 | Tour noire sur case noire d8 · Fou noir sur case blanche b7 · Roi noir sur case blanche f7 · Pion noir sur case noire b6 · Tour noire sur case noire d6 · Pion noir sur case blanche g6 · Pion noir sur case noire h6 · Pion noir sur case noire a5 · Pion noir sur case blanche d5 · Tour blanche sur case noire d4 · Pion blanc sur case blanche g4 · Pion blanc sur case noire a3 · Pion blanc sur case noire e3 · Fou blanc sur case blanche f3 · Roi blanc sur case noire g3 · Pion blanc sur case noire b2 · Pion blanc sur case noire f2 · Tour blanche sur case blanche d1 | Tour noire sur case noire d8 · Fou noir sur case blanche b7 · Roi noir sur case blanche f7 · Pion noir sur case noire b6 · Tour noire sur case noire d6 · Pion noir sur case blanche g6 · Pion noir sur case noire h6 · Pion noir sur case noire a5 · Pion noir sur case blanche d5 · Tour blanche sur case noire d4 · Pion blanc sur case blanche g4 · Pion blanc sur case noire a3 · Pion blanc sur case noire e3 · Fou blanc sur case blanche f3 · Roi blanc sur case noire g3 · Pion blanc sur case noire b2 · Pion blanc sur case noire f2 · Tour blanche sur case blanche d1 | Tour noire sur case noire d8 · Fou noir sur case blanche b7 · Roi noir sur case blanche f7 · Pion noir sur case noire b6 · Tour noire sur case noire d6 · Pion noir sur case blanche g6 · Pion noir sur case noire h6 · Pion noir sur case noire a5 · Pion noir sur case blanche d5 · Tour blanche sur case noire d4 · Pion blanc sur case blanche g4 · Pion blanc sur case noire a3 · Pion blanc sur case noire e3 · Fou blanc sur case blanche f3 · Roi blanc sur case noire g3 · Pion blanc sur case noire b2 · Pion blanc sur case noire f2 · Tour blanche sur case blanche d1 | Tour noire sur case noire d8 · Fou noir sur case blanche b7 · Roi noir sur case blanche f7 · Pion noir sur case noire b6 · Tour noire sur case noire d6 · Pion noir sur case blanche g6 · Pion noir sur case noire h6 · Pion noir sur case noire a5 · Pion noir sur case blanche d5 · Tour blanche sur case noire d4 · Pion blanc sur case blanche g4 · Pion blanc sur case noire a3 · Pion blanc sur case noire e3 · Fou blanc sur case blanche f3 · Roi blanc sur case noire g3 · Pion blanc sur case noire b2 · Pion blanc sur case noire f2 · Tour blanche sur case blanche d1 | Tour noire sur case noire d8 · Fou noir sur case blanche b7 · Roi noir sur case blanche f7 · Pion noir sur case noire b6 · Tour noire sur case noire d6 · Pion noir sur case blanche g6 · Pion noir sur case noire h6 · Pion noir sur case noire a5 · Pion noir sur case blanche d5 · Tour blanche sur case noire d4 · Pion blanc sur case blanche g4 · Pion blanc sur case noire a3 · Pion blanc sur case noire e3 · Fou blanc sur case blanche f3 · Roi blanc sur case noire g3 · Pion blanc sur case noire b2 · Pion blanc sur case noire f2 · Tour blanche sur case blanche d1 | Tour noire sur case noire d8 · Fou noir sur case blanche b7 · Roi noir sur case blanche f7 · Pion noir sur case noire b6 · Tour noire sur case noire d6 · Pion noir sur case blanche g6 · Pion noir sur case noire h6 · Pion noir sur case noire a5 · Pion noir sur case blanche d5 · Tour blanche sur case noire d4 · Pion blanc sur case blanche g4 · Pion blanc sur case noire a3 · Pion blanc sur case noire e3 · Fou blanc sur case blanche f3 · Roi blanc sur case noire g3 · Pion blanc sur case noire b2 · Pion blanc sur case noire f2 · Tour blanche sur case blanche d1 | 7 |
| 6 | Tour noire sur case noire d8 · Fou noir sur case blanche b7 · Roi noir sur case blanche f7 · Pion noir sur case noire b6 · Tour noire sur case noire d6 · Pion noir sur case blanche g6 · Pion noir sur case noire h6 · Pion noir sur case noire a5 · Pion noir sur case blanche d5 · Tour blanche sur case noire d4 · Pion blanc sur case blanche g4 · Pion blanc sur case noire a3 · Pion blanc sur case noire e3 · Fou blanc sur case blanche f3 · Roi blanc sur case noire g3 · Pion blanc sur case noire b2 · Pion blanc sur case noire f2 · Tour blanche sur case blanche d1 | Tour noire sur case noire d8 · Fou noir sur case blanche b7 · Roi noir sur case blanche f7 · Pion noir sur case noire b6 · Tour noire sur case noire d6 · Pion noir sur case blanche g6 · Pion noir sur case noire h6 · Pion noir sur case noire a5 · Pion noir sur case blanche d5 · Tour blanche sur case noire d4 · Pion blanc sur case blanche g4 · Pion blanc sur case noire a3 · Pion blanc sur case noire e3 · Fou blanc sur case blanche f3 · Roi blanc sur case noire g3 · Pion blanc sur case noire b2 · Pion blanc sur case noire f2 · Tour blanche sur case blanche d1 | Tour noire sur case noire d8 · Fou noir sur case blanche b7 · Roi noir sur case blanche f7 · Pion noir sur case noire b6 · Tour noire sur case noire d6 · Pion noir sur case blanche g6 · Pion noir sur case noire h6 · Pion noir sur case noire a5 · Pion noir sur case blanche d5 · Tour blanche sur case noire d4 · Pion blanc sur case blanche g4 · Pion blanc sur case noire a3 · Pion blanc sur case noire e3 · Fou blanc sur case blanche f3 · Roi blanc sur case noire g3 · Pion blanc sur case noire b2 · Pion blanc sur case noire f2 · Tour blanche sur case blanche d1 | Tour noire sur case noire d8 · Fou noir sur case blanche b7 · Roi noir sur case blanche f7 · Pion noir sur case noire b6 · Tour noire sur case noire d6 · Pion noir sur case blanche g6 · Pion noir sur case noire h6 · Pion noir sur case noire a5 · Pion noir sur case blanche d5 · Tour blanche sur case noire d4 · Pion blanc sur case blanche g4 · Pion blanc sur case noire a3 · Pion blanc sur case noire e3 · Fou blanc sur case blanche f3 · Roi blanc sur case noire g3 · Pion blanc sur case noire b2 · Pion blanc sur case noire f2 · Tour blanche sur case blanche d1 | Tour noire sur case noire d8 · Fou noir sur case blanche b7 · Roi noir sur case blanche f7 · Pion noir sur case noire b6 · Tour noire sur case noire d6 · Pion noir sur case blanche g6 · Pion noir sur case noire h6 · Pion noir sur case noire a5 · Pion noir sur case blanche d5 · Tour blanche sur case noire d4 · Pion blanc sur case blanche g4 · Pion blanc sur case noire a3 · Pion blanc sur case noire e3 · Fou blanc sur case blanche f3 · Roi blanc sur case noire g3 · Pion blanc sur case noire b2 · Pion blanc sur case noire f2 · Tour blanche sur case blanche d1 | Tour noire sur case noire d8 · Fou noir sur case blanche b7 · Roi noir sur case blanche f7 · Pion noir sur case noire b6 · Tour noire sur case noire d6 · Pion noir sur case blanche g6 · Pion noir sur case noire h6 · Pion noir sur case noire a5 · Pion noir sur case blanche d5 · Tour blanche sur case noire d4 · Pion blanc sur case blanche g4 · Pion blanc sur case noire a3 · Pion blanc sur case noire e3 · Fou blanc sur case blanche f3 · Roi blanc sur case noire g3 · Pion blanc sur case noire b2 · Pion blanc sur case noire f2 · Tour blanche sur case blanche d1 | Tour noire sur case noire d8 · Fou noir sur case blanche b7 · Roi noir sur case blanche f7 · Pion noir sur case noire b6 · Tour noire sur case noire d6 · Pion noir sur case blanche g6 · Pion noir sur case noire h6 · Pion noir sur case noire a5 · Pion noir sur case blanche d5 · Tour blanche sur case noire d4 · Pion blanc sur case blanche g4 · Pion blanc sur case noire a3 · Pion blanc sur case noire e3 · Fou blanc sur case blanche f3 · Roi blanc sur case noire g3 · Pion blanc sur case noire b2 · Pion blanc sur case noire f2 · Tour blanche sur case blanche d1 | Tour noire sur case noire d8 · Fou noir sur case blanche b7 · Roi noir sur case blanche f7 · Pion noir sur case noire b6 · Tour noire sur case noire d6 · Pion noir sur case blanche g6 · Pion noir sur case noire h6 · Pion noir sur case noire a5 · Pion noir sur case blanche d5 · Tour blanche sur case noire d4 · Pion blanc sur case blanche g4 · Pion blanc sur case noire a3 · Pion blanc sur case noire e3 · Fou blanc sur case blanche f3 · Roi blanc sur case noire g3 · Pion blanc sur case noire b2 · Pion blanc sur case noire f2 · Tour blanche sur case blanche d1 | 6 |
| 5 | Tour noire sur case noire d8 · Fou noir sur case blanche b7 · Roi noir sur case blanche f7 · Pion noir sur case noire b6 · Tour noire sur case noire d6 · Pion noir sur case blanche g6 · Pion noir sur case noire h6 · Pion noir sur case noire a5 · Pion noir sur case blanche d5 · Tour blanche sur case noire d4 · Pion blanc sur case blanche g4 · Pion blanc sur case noire a3 · Pion blanc sur case noire e3 · Fou blanc sur case blanche f3 · Roi blanc sur case noire g3 · Pion blanc sur case noire b2 · Pion blanc sur case noire f2 · Tour blanche sur case blanche d1 | Tour noire sur case noire d8 · Fou noir sur case blanche b7 · Roi noir sur case blanche f7 · Pion noir sur case noire b6 · Tour noire sur case noire d6 · Pion noir sur case blanche g6 · Pion noir sur case noire h6 · Pion noir sur case noire a5 · Pion noir sur case blanche d5 · Tour blanche sur case noire d4 · Pion blanc sur case blanche g4 · Pion blanc sur case noire a3 · Pion blanc sur case noire e3 · Fou blanc sur case blanche f3 · Roi blanc sur case noire g3 · Pion blanc sur case noire b2 · Pion blanc sur case noire f2 · Tour blanche sur case blanche d1 | Tour noire sur case noire d8 · Fou noir sur case blanche b7 · Roi noir sur case blanche f7 · Pion noir sur case noire b6 · Tour noire sur case noire d6 · Pion noir sur case blanche g6 · Pion noir sur case noire h6 · Pion noir sur case noire a5 · Pion noir sur case blanche d5 · Tour blanche sur case noire d4 · Pion blanc sur case blanche g4 · Pion blanc sur case noire a3 · Pion blanc sur case noire e3 · Fou blanc sur case blanche f3 · Roi blanc sur case noire g3 · Pion blanc sur case noire b2 · Pion blanc sur case noire f2 · Tour blanche sur case blanche d1 | Tour noire sur case noire d8 · Fou noir sur case blanche b7 · Roi noir sur case blanche f7 · Pion noir sur case noire b6 · Tour noire sur case noire d6 · Pion noir sur case blanche g6 · Pion noir sur case noire h6 · Pion noir sur case noire a5 · Pion noir sur case blanche d5 · Tour blanche sur case noire d4 · Pion blanc sur case blanche g4 · Pion blanc sur case noire a3 · Pion blanc sur case noire e3 · Fou blanc sur case blanche f3 · Roi blanc sur case noire g3 · Pion blanc sur case noire b2 · Pion blanc sur case noire f2 · Tour blanche sur case blanche d1 | Tour noire sur case noire d8 · Fou noir sur case blanche b7 · Roi noir sur case blanche f7 · Pion noir sur case noire b6 · Tour noire sur case noire d6 · Pion noir sur case blanche g6 · Pion noir sur case noire h6 · Pion noir sur case noire a5 · Pion noir sur case blanche d5 · Tour blanche sur case noire d4 · Pion blanc sur case blanche g4 · Pion blanc sur case noire a3 · Pion blanc sur case noire e3 · Fou blanc sur case blanche f3 · Roi blanc sur case noire g3 · Pion blanc sur case noire b2 · Pion blanc sur case noire f2 · Tour blanche sur case blanche d1 | Tour noire sur case noire d8 · Fou noir sur case blanche b7 · Roi noir sur case blanche f7 · Pion noir sur case noire b6 · Tour noire sur case noire d6 · Pion noir sur case blanche g6 · Pion noir sur case noire h6 · Pion noir sur case noire a5 · Pion noir sur case blanche d5 · Tour blanche sur case noire d4 · Pion blanc sur case blanche g4 · Pion blanc sur case noire a3 · Pion blanc sur case noire e3 · Fou blanc sur case blanche f3 · Roi blanc sur case noire g3 · Pion blanc sur case noire b2 · Pion blanc sur case noire f2 · Tour blanche sur case blanche d1 | Tour noire sur case noire d8 · Fou noir sur case blanche b7 · Roi noir sur case blanche f7 · Pion noir sur case noire b6 · Tour noire sur case noire d6 · Pion noir sur case blanche g6 · Pion noir sur case noire h6 · Pion noir sur case noire a5 · Pion noir sur case blanche d5 · Tour blanche sur case noire d4 · Pion blanc sur case blanche g4 · Pion blanc sur case noire a3 · Pion blanc sur case noire e3 · Fou blanc sur case blanche f3 · Roi blanc sur case noire g3 · Pion blanc sur case noire b2 · Pion blanc sur case noire f2 · Tour blanche sur case blanche d1 | Tour noire sur case noire d8 · Fou noir sur case blanche b7 · Roi noir sur case blanche f7 · Pion noir sur case noire b6 · Tour noire sur case noire d6 · Pion noir sur case blanche g6 · Pion noir sur case noire h6 · Pion noir sur case noire a5 · Pion noir sur case blanche d5 · Tour blanche sur case noire d4 · Pion blanc sur case blanche g4 · Pion blanc sur case noire a3 · Pion blanc sur case noire e3 · Fou blanc sur case blanche f3 · Roi blanc sur case noire g3 · Pion blanc sur case noire b2 · Pion blanc sur case noire f2 · Tour blanche sur case blanche d1 | 5 |
| 4 | Tour noire sur case noire d8 · Fou noir sur case blanche b7 · Roi noir sur case blanche f7 · Pion noir sur case noire b6 · Tour noire sur case noire d6 · Pion noir sur case blanche g6 · Pion noir sur case noire h6 · Pion noir sur case noire a5 · Pion noir sur case blanche d5 · Tour blanche sur case noire d4 · Pion blanc sur case blanche g4 · Pion blanc sur case noire a3 · Pion blanc sur case noire e3 · Fou blanc sur case blanche f3 · Roi blanc sur case noire g3 · Pion blanc sur case noire b2 · Pion blanc sur case noire f2 · Tour blanche sur case blanche d1 | Tour noire sur case noire d8 · Fou noir sur case blanche b7 · Roi noir sur case blanche f7 · Pion noir sur case noire b6 · Tour noire sur case noire d6 · Pion noir sur case blanche g6 · Pion noir sur case noire h6 · Pion noir sur case noire a5 · Pion noir sur case blanche d5 · Tour blanche sur case noire d4 · Pion blanc sur case blanche g4 · Pion blanc sur case noire a3 · Pion blanc sur case noire e3 · Fou blanc sur case blanche f3 · Roi blanc sur case noire g3 · Pion blanc sur case noire b2 · Pion blanc sur case noire f2 · Tour blanche sur case blanche d1 | Tour noire sur case noire d8 · Fou noir sur case blanche b7 · Roi noir sur case blanche f7 · Pion noir sur case noire b6 · Tour noire sur case noire d6 · Pion noir sur case blanche g6 · Pion noir sur case noire h6 · Pion noir sur case noire a5 · Pion noir sur case blanche d5 · Tour blanche sur case noire d4 · Pion blanc sur case blanche g4 · Pion blanc sur case noire a3 · Pion blanc sur case noire e3 · Fou blanc sur case blanche f3 · Roi blanc sur case noire g3 · Pion blanc sur case noire b2 · Pion blanc sur case noire f2 · Tour blanche sur case blanche d1 | Tour noire sur case noire d8 · Fou noir sur case blanche b7 · Roi noir sur case blanche f7 · Pion noir sur case noire b6 · Tour noire sur case noire d6 · Pion noir sur case blanche g6 · Pion noir sur case noire h6 · Pion noir sur case noire a5 · Pion noir sur case blanche d5 · Tour blanche sur case noire d4 · Pion blanc sur case blanche g4 · Pion blanc sur case noire a3 · Pion blanc sur case noire e3 · Fou blanc sur case blanche f3 · Roi blanc sur case noire g3 · Pion blanc sur case noire b2 · Pion blanc sur case noire f2 · Tour blanche sur case blanche d1 | Tour noire sur case noire d8 · Fou noir sur case blanche b7 · Roi noir sur case blanche f7 · Pion noir sur case noire b6 · Tour noire sur case noire d6 · Pion noir sur case blanche g6 · Pion noir sur case noire h6 · Pion noir sur case noire a5 · Pion noir sur case blanche d5 · Tour blanche sur case noire d4 · Pion blanc sur case blanche g4 · Pion blanc sur case noire a3 · Pion blanc sur case noire e3 · Fou blanc sur case blanche f3 · Roi blanc sur case noire g3 · Pion blanc sur case noire b2 · Pion blanc sur case noire f2 · Tour blanche sur case blanche d1 | Tour noire sur case noire d8 · Fou noir sur case blanche b7 · Roi noir sur case blanche f7 · Pion noir sur case noire b6 · Tour noire sur case noire d6 · Pion noir sur case blanche g6 · Pion noir sur case noire h6 · Pion noir sur case noire a5 · Pion noir sur case blanche d5 · Tour blanche sur case noire d4 · Pion blanc sur case blanche g4 · Pion blanc sur case noire a3 · Pion blanc sur case noire e3 · Fou blanc sur case blanche f3 · Roi blanc sur case noire g3 · Pion blanc sur case noire b2 · Pion blanc sur case noire f2 · Tour blanche sur case blanche d1 | Tour noire sur case noire d8 · Fou noir sur case blanche b7 · Roi noir sur case blanche f7 · Pion noir sur case noire b6 · Tour noire sur case noire d6 · Pion noir sur case blanche g6 · Pion noir sur case noire h6 · Pion noir sur case noire a5 · Pion noir sur case blanche d5 · Tour blanche sur case noire d4 · Pion blanc sur case blanche g4 · Pion blanc sur case noire a3 · Pion blanc sur case noire e3 · Fou blanc sur case blanche f3 · Roi blanc sur case noire g3 · Pion blanc sur case noire b2 · Pion blanc sur case noire f2 · Tour blanche sur case blanche d1 | Tour noire sur case noire d8 · Fou noir sur case blanche b7 · Roi noir sur case blanche f7 · Pion noir sur case noire b6 · Tour noire sur case noire d6 · Pion noir sur case blanche g6 · Pion noir sur case noire h6 · Pion noir sur case noire a5 · Pion noir sur case blanche d5 · Tour blanche sur case noire d4 · Pion blanc sur case blanche g4 · Pion blanc sur case noire a3 · Pion blanc sur case noire e3 · Fou blanc sur case blanche f3 · Roi blanc sur case noire g3 · Pion blanc sur case noire b2 · Pion blanc sur case noire f2 · Tour blanche sur case blanche d1 | 4 |
| 3 | Tour noire sur case noire d8 · Fou noir sur case blanche b7 · Roi noir sur case blanche f7 · Pion noir sur case noire b6 · Tour noire sur case noire d6 · Pion noir sur case blanche g6 · Pion noir sur case noire h6 · Pion noir sur case noire a5 · Pion noir sur case blanche d5 · Tour blanche sur case noire d4 · Pion blanc sur case blanche g4 · Pion blanc sur case noire a3 · Pion blanc sur case noire e3 · Fou blanc sur case blanche f3 · Roi blanc sur case noire g3 · Pion blanc sur case noire b2 · Pion blanc sur case noire f2 · Tour blanche sur case blanche d1 | Tour noire sur case noire d8 · Fou noir sur case blanche b7 · Roi noir sur case blanche f7 · Pion noir sur case noire b6 · Tour noire sur case noire d6 · Pion noir sur case blanche g6 · Pion noir sur case noire h6 · Pion noir sur case noire a5 · Pion noir sur case blanche d5 · Tour blanche sur case noire d4 · Pion blanc sur case blanche g4 · Pion blanc sur case noire a3 · Pion blanc sur case noire e3 · Fou blanc sur case blanche f3 · Roi blanc sur case noire g3 · Pion blanc sur case noire b2 · Pion blanc sur case noire f2 · Tour blanche sur case blanche d1 | Tour noire sur case noire d8 · Fou noir sur case blanche b7 · Roi noir sur case blanche f7 · Pion noir sur case noire b6 · Tour noire sur case noire d6 · Pion noir sur case blanche g6 · Pion noir sur case noire h6 · Pion noir sur case noire a5 · Pion noir sur case blanche d5 · Tour blanche sur case noire d4 · Pion blanc sur case blanche g4 · Pion blanc sur case noire a3 · Pion blanc sur case noire e3 · Fou blanc sur case blanche f3 · Roi blanc sur case noire g3 · Pion blanc sur case noire b2 · Pion blanc sur case noire f2 · Tour blanche sur case blanche d1 | Tour noire sur case noire d8 · Fou noir sur case blanche b7 · Roi noir sur case blanche f7 · Pion noir sur case noire b6 · Tour noire sur case noire d6 · Pion noir sur case blanche g6 · Pion noir sur case noire h6 · Pion noir sur case noire a5 · Pion noir sur case blanche d5 · Tour blanche sur case noire d4 · Pion blanc sur case blanche g4 · Pion blanc sur case noire a3 · Pion blanc sur case noire e3 · Fou blanc sur case blanche f3 · Roi blanc sur case noire g3 · Pion blanc sur case noire b2 · Pion blanc sur case noire f2 · Tour blanche sur case blanche d1 | Tour noire sur case noire d8 · Fou noir sur case blanche b7 · Roi noir sur case blanche f7 · Pion noir sur case noire b6 · Tour noire sur case noire d6 · Pion noir sur case blanche g6 · Pion noir sur case noire h6 · Pion noir sur case noire a5 · Pion noir sur case blanche d5 · Tour blanche sur case noire d4 · Pion blanc sur case blanche g4 · Pion blanc sur case noire a3 · Pion blanc sur case noire e3 · Fou blanc sur case blanche f3 · Roi blanc sur case noire g3 · Pion blanc sur case noire b2 · Pion blanc sur case noire f2 · Tour blanche sur case blanche d1 | Tour noire sur case noire d8 · Fou noir sur case blanche b7 · Roi noir sur case blanche f7 · Pion noir sur case noire b6 · Tour noire sur case noire d6 · Pion noir sur case blanche g6 · Pion noir sur case noire h6 · Pion noir sur case noire a5 · Pion noir sur case blanche d5 · Tour blanche sur case noire d4 · Pion blanc sur case blanche g4 · Pion blanc sur case noire a3 · Pion blanc sur case noire e3 · Fou blanc sur case blanche f3 · Roi blanc sur case noire g3 · Pion blanc sur case noire b2 · Pion blanc sur case noire f2 · Tour blanche sur case blanche d1 | Tour noire sur case noire d8 · Fou noir sur case blanche b7 · Roi noir sur case blanche f7 · Pion noir sur case noire b6 · Tour noire sur case noire d6 · Pion noir sur case blanche g6 · Pion noir sur case noire h6 · Pion noir sur case noire a5 · Pion noir sur case blanche d5 · Tour blanche sur case noire d4 · Pion blanc sur case blanche g4 · Pion blanc sur case noire a3 · Pion blanc sur case noire e3 · Fou blanc sur case blanche f3 · Roi blanc sur case noire g3 · Pion blanc sur case noire b2 · Pion blanc sur case noire f2 · Tour blanche sur case blanche d1 | Tour noire sur case noire d8 · Fou noir sur case blanche b7 · Roi noir sur case blanche f7 · Pion noir sur case noire b6 · Tour noire sur case noire d6 · Pion noir sur case blanche g6 · Pion noir sur case noire h6 · Pion noir sur case noire a5 · Pion noir sur case blanche d5 · Tour blanche sur case noire d4 · Pion blanc sur case blanche g4 · Pion blanc sur case noire a3 · Pion blanc sur case noire e3 · Fou blanc sur case blanche f3 · Roi blanc sur case noire g3 · Pion blanc sur case noire b2 · Pion blanc sur case noire f2 · Tour blanche sur case blanche d1 | 3 |
| 2 | Tour noire sur case noire d8 · Fou noir sur case blanche b7 · Roi noir sur case blanche f7 · Pion noir sur case noire b6 · Tour noire sur case noire d6 · Pion noir sur case blanche g6 · Pion noir sur case noire h6 · Pion noir sur case noire a5 · Pion noir sur case blanche d5 · Tour blanche sur case noire d4 · Pion blanc sur case blanche g4 · Pion blanc sur case noire a3 · Pion blanc sur case noire e3 · Fou blanc sur case blanche f3 · Roi blanc sur case noire g3 · Pion blanc sur case noire b2 · Pion blanc sur case noire f2 · Tour blanche sur case blanche d1 | Tour noire sur case noire d8 · Fou noir sur case blanche b7 · Roi noir sur case blanche f7 · Pion noir sur case noire b6 · Tour noire sur case noire d6 · Pion noir sur case blanche g6 · Pion noir sur case noire h6 · Pion noir sur case noire a5 · Pion noir sur case blanche d5 · Tour blanche sur case noire d4 · Pion blanc sur case blanche g4 · Pion blanc sur case noire a3 · Pion blanc sur case noire e3 · Fou blanc sur case blanche f3 · Roi blanc sur case noire g3 · Pion blanc sur case noire b2 · Pion blanc sur case noire f2 · Tour blanche sur case blanche d1 | Tour noire sur case noire d8 · Fou noir sur case blanche b7 · Roi noir sur case blanche f7 · Pion noir sur case noire b6 · Tour noire sur case noire d6 · Pion noir sur case blanche g6 · Pion noir sur case noire h6 · Pion noir sur case noire a5 · Pion noir sur case blanche d5 · Tour blanche sur case noire d4 · Pion blanc sur case blanche g4 · Pion blanc sur case noire a3 · Pion blanc sur case noire e3 · Fou blanc sur case blanche f3 · Roi blanc sur case noire g3 · Pion blanc sur case noire b2 · Pion blanc sur case noire f2 · Tour blanche sur case blanche d1 | Tour noire sur case noire d8 · Fou noir sur case blanche b7 · Roi noir sur case blanche f7 · Pion noir sur case noire b6 · Tour noire sur case noire d6 · Pion noir sur case blanche g6 · Pion noir sur case noire h6 · Pion noir sur case noire a5 · Pion noir sur case blanche d5 · Tour blanche sur case noire d4 · Pion blanc sur case blanche g4 · Pion blanc sur case noire a3 · Pion blanc sur case noire e3 · Fou blanc sur case blanche f3 · Roi blanc sur case noire g3 · Pion blanc sur case noire b2 · Pion blanc sur case noire f2 · Tour blanche sur case blanche d1 | Tour noire sur case noire d8 · Fou noir sur case blanche b7 · Roi noir sur case blanche f7 · Pion noir sur case noire b6 · Tour noire sur case noire d6 · Pion noir sur case blanche g6 · Pion noir sur case noire h6 · Pion noir sur case noire a5 · Pion noir sur case blanche d5 · Tour blanche sur case noire d4 · Pion blanc sur case blanche g4 · Pion blanc sur case noire a3 · Pion blanc sur case noire e3 · Fou blanc sur case blanche f3 · Roi blanc sur case noire g3 · Pion blanc sur case noire b2 · Pion blanc sur case noire f2 · Tour blanche sur case blanche d1 | Tour noire sur case noire d8 · Fou noir sur case blanche b7 · Roi noir sur case blanche f7 · Pion noir sur case noire b6 · Tour noire sur case noire d6 · Pion noir sur case blanche g6 · Pion noir sur case noire h6 · Pion noir sur case noire a5 · Pion noir sur case blanche d5 · Tour blanche sur case noire d4 · Pion blanc sur case blanche g4 · Pion blanc sur case noire a3 · Pion blanc sur case noire e3 · Fou blanc sur case blanche f3 · Roi blanc sur case noire g3 · Pion blanc sur case noire b2 · Pion blanc sur case noire f2 · Tour blanche sur case blanche d1 | Tour noire sur case noire d8 · Fou noir sur case blanche b7 · Roi noir sur case blanche f7 · Pion noir sur case noire b6 · Tour noire sur case noire d6 · Pion noir sur case blanche g6 · Pion noir sur case noire h6 · Pion noir sur case noire a5 · Pion noir sur case blanche d5 · Tour blanche sur case noire d4 · Pion blanc sur case blanche g4 · Pion blanc sur case noire a3 · Pion blanc sur case noire e3 · Fou blanc sur case blanche f3 · Roi blanc sur case noire g3 · Pion blanc sur case noire b2 · Pion blanc sur case noire f2 · Tour blanche sur case blanche d1 | Tour noire sur case noire d8 · Fou noir sur case blanche b7 · Roi noir sur case blanche f7 · Pion noir sur case noire b6 · Tour noire sur case noire d6 · Pion noir sur case blanche g6 · Pion noir sur case noire h6 · Pion noir sur case noire a5 · Pion noir sur case blanche d5 · Tour blanche sur case noire d4 · Pion blanc sur case blanche g4 · Pion blanc sur case noire a3 · Pion blanc sur case noire e3 · Fou blanc sur case blanche f3 · Roi blanc sur case noire g3 · Pion blanc sur case noire b2 · Pion blanc sur case noire f2 · Tour blanche sur case blanche d1 | 2 |
| 1 | Tour noire sur case noire d8 · Fou noir sur case blanche b7 · Roi noir sur case blanche f7 · Pion noir sur case noire b6 · Tour noire sur case noire d6 · Pion noir sur case blanche g6 · Pion noir sur case noire h6 · Pion noir sur case noire a5 · Pion noir sur case blanche d5 · Tour blanche sur case noire d4 · Pion blanc sur case blanche g4 · Pion blanc sur case noire a3 · Pion blanc sur case noire e3 · Fou blanc sur case blanche f3 · Roi blanc sur case noire g3 · Pion blanc sur case noire b2 · Pion blanc sur case noire f2 · Tour blanche sur case blanche d1 | Tour noire sur case noire d8 · Fou noir sur case blanche b7 · Roi noir sur case blanche f7 · Pion noir sur case noire b6 · Tour noire sur case noire d6 · Pion noir sur case blanche g6 · Pion noir sur case noire h6 · Pion noir sur case noire a5 · Pion noir sur case blanche d5 · Tour blanche sur case noire d4 · Pion blanc sur case blanche g4 · Pion blanc sur case noire a3 · Pion blanc sur case noire e3 · Fou blanc sur case blanche f3 · Roi blanc sur case noire g3 · Pion blanc sur case noire b2 · Pion blanc sur case noire f2 · Tour blanche sur case blanche d1 | Tour noire sur case noire d8 · Fou noir sur case blanche b7 · Roi noir sur case blanche f7 · Pion noir sur case noire b6 · Tour noire sur case noire d6 · Pion noir sur case blanche g6 · Pion noir sur case noire h6 · Pion noir sur case noire a5 · Pion noir sur case blanche d5 · Tour blanche sur case noire d4 · Pion blanc sur case blanche g4 · Pion blanc sur case noire a3 · Pion blanc sur case noire e3 · Fou blanc sur case blanche f3 · Roi blanc sur case noire g3 · Pion blanc sur case noire b2 · Pion blanc sur case noire f2 · Tour blanche sur case blanche d1 | Tour noire sur case noire d8 · Fou noir sur case blanche b7 · Roi noir sur case blanche f7 · Pion noir sur case noire b6 · Tour noire sur case noire d6 · Pion noir sur case blanche g6 · Pion noir sur case noire h6 · Pion noir sur case noire a5 · Pion noir sur case blanche d5 · Tour blanche sur case noire d4 · Pion blanc sur case blanche g4 · Pion blanc sur case noire a3 · Pion blanc sur case noire e3 · Fou blanc sur case blanche f3 · Roi blanc sur case noire g3 · Pion blanc sur case noire b2 · Pion blanc sur case noire f2 · Tour blanche sur case blanche d1 | Tour noire sur case noire d8 · Fou noir sur case blanche b7 · Roi noir sur case blanche f7 · Pion noir sur case noire b6 · Tour noire sur case noire d6 · Pion noir sur case blanche g6 · Pion noir sur case noire h6 · Pion noir sur case noire a5 · Pion noir sur case blanche d5 · Tour blanche sur case noire d4 · Pion blanc sur case blanche g4 · Pion blanc sur case noire a3 · Pion blanc sur case noire e3 · Fou blanc sur case blanche f3 · Roi blanc sur case noire g3 · Pion blanc sur case noire b2 · Pion blanc sur case noire f2 · Tour blanche sur case blanche d1 | Tour noire sur case noire d8 · Fou noir sur case blanche b7 · Roi noir sur case blanche f7 · Pion noir sur case noire b6 · Tour noire sur case noire d6 · Pion noir sur case blanche g6 · Pion noir sur case noire h6 · Pion noir sur case noire a5 · Pion noir sur case blanche d5 · Tour blanche sur case noire d4 · Pion blanc sur case blanche g4 · Pion blanc sur case noire a3 · Pion blanc sur case noire e3 · Fou blanc sur case blanche f3 · Roi blanc sur case noire g3 · Pion blanc sur case noire b2 · Pion blanc sur case noire f2 · Tour blanche sur case blanche d1 | Tour noire sur case noire d8 · Fou noir sur case blanche b7 · Roi noir sur case blanche f7 · Pion noir sur case noire b6 · Tour noire sur case noire d6 · Pion noir sur case blanche g6 · Pion noir sur case noire h6 · Pion noir sur case noire a5 · Pion noir sur case blanche d5 · Tour blanche sur case noire d4 · Pion blanc sur case blanche g4 · Pion blanc sur case noire a3 · Pion blanc sur case noire e3 · Fou blanc sur case blanche f3 · Roi blanc sur case noire g3 · Pion blanc sur case noire b2 · Pion blanc sur case noire f2 · Tour blanche sur case blanche d1 | Tour noire sur case noire d8 · Fou noir sur case blanche b7 · Roi noir sur case blanche f7 · Pion noir sur case noire b6 · Tour noire sur case noire d6 · Pion noir sur case blanche g6 · Pion noir sur case noire h6 · Pion noir sur case noire a5 · Pion noir sur case blanche d5 · Tour blanche sur case noire d4 · Pion blanc sur case blanche g4 · Pion blanc sur case noire a3 · Pion blanc sur case noire e3 · Fou blanc sur case blanche f3 · Roi blanc sur case noire g3 · Pion blanc sur case noire b2 · Pion blanc sur case noire f2 · Tour blanche sur case blanche d1 | 1 |
|   | a | b | c | d | e | f | g | h |   |

La partie suivante a opposé Éric Prié au GMI britannique Glenn Flear en 2005, à l'open de Lattes (Hérault).
1.d4 d5 2.a3 Cf6 3.Cf3 Cbd7 4.Ff4 g6 5.h3 Fg7 6.e3 0-0 7.Cbd2 b6 8.c3 Fb7 9.Db3 Ce4 10.Td1 Cxd2 11.Txd2 e5 12.dxe5 De7 13.Fe2 Cxe5 14.Cxe5 Fxe5 15.Fxe5 Dxe5 16.0-0 Tfd8 17.Tfd1 Td6 18.Ff3 Tad8 19.Da4 a5 20.c4 c6 21.cxd5 cxd5
Les noirs ont maintenant un pion central isolé, mais ne peuvent pas exploiter les colonnes c et e. D'autre part, les blancs sont en mesure de bloquer efficacement ce pion, qui est donc une faiblesse pour les noirs.
22.Td4 De7 23.Tc1 Dd7 24.Dxd7 T8xd7 25.Tcd1 f5 26.g4 fxg4 27.hxg4 h6 28.Rg2 Rf7 29.Rg3 Td8 (diagramme)
30.e4!!
Contrairement aux apparences, le pion d5 n'est pas suffisamment protégé.
30…Re6 31.exd5+ Fxd5 32.Fxd5+ Txd5 33.Te1+ Rf6 34.Tf4+ Rg5 35.Tf7 Td3+ 36.f3 T8d5 37.Te6 h5 38.Tff6 hxg4 39.Txg6+ Rf5 40.Rh4!!
Menace Tgf6 mat.
40…Rf4 41.Tgf6+ Tf5 42.fxg4 Txf6 43.Txf6+ Re4 44.Txb6 1–0 (les noirs abandonnent).